# Guerre de Quatre-Vingts Ans
Pour les articles homonymes, voir Guerre de religion.
Guerre de Quatre-Vingts Ans
Batailles
- Chronologie de la guerre de Quatre-Vingts Ans
- Valenciennes
- Austruweel
- Rheindalen
- Heiligerlee
- Jemmingen
- Jodoigne
- Brielle
- 1er Flessingue
- Malines
- Goes
- Mons
- Haarlem
- 2e Flessingue
- Borsele
- Zuiderzee
- Alkmaar
- Leyde
- Reimerswaal
- Mook
- Lillo
- Zierikzee
- 1er Anvers
- 1er Bréda
- Gembloux
- Rijmenam
- 1er Deventer
- Maastricht
- 2e Bréda
- Açores
- 2e Anvers
- 3e Anvers
- Boksum
- Zutphen
- 1er Berg-op-Zoom
- Gravelines
- 3e Bréda
- 2e Deventer
- Groningue
- Huy
- 1er Groenlo1
- 2e Groenlo
- Turnhout
- Nieuport
- Ostende
- L'Écluse
- 3e Groenlo
- Saint-Vincent
- Gibraltar
- Saint-Vincent (1621)
- 2e Berg-op-Zoom
- 4e Bréda
- 4e Groenlo
- Matanzas
- Bois-le-Duc
- Abrolhos
- Slaak
- Maastricht
- 5e Bréda
- Cabañas
- Calloo
- Les Downs
- Saint-Vincent (1641)
- Hulst
- Cavite

La guerre de Quatre-Vingts Ans, également appelée révolte des Pays-Bas, est le soulèvement armé mené de 1568 à 1648 contre la monarchie espagnole par une partie des Dix-Sept Provinces des Pays-Bas espagnols.
Ayant pris forme autour de la révolte des Gueux, revendiquant la liberté religieuse pour le protestantisme, la révolte prend aussi la forme d'une guerre civile entre les sept provinces du Nord (actuels Pays-Bas), où la Réforme est bien ancrée, et les Pays-Bas méridionaux (actuels Belgique, Luxembourg et Nord-Pas-de-Calais), catholiques et loyalistes.
En 1581, à la suite de succès contre l'armée du roi d'Espagne Philippe II, les sept provinces septentrionales, menées par la Hollande, proclament leur indépendance par l'acte de La Haye, créant un nouvel État, qui reçoit le nom de république des Sept Provinces-Unies des Pays-Bas, en général appelées « Provinces-Unies ».
Le conflit se poursuit pendant presque trois décennies, s'interrompt à la suite du traité d'Anvers (9 avril 1609) pour une période de trêve qui va durer douze ans, de 1609 à 1621, puis reprend dans le cadre de la guerre de Trente Ans qui débute en 1618.
L'indépendance des Provinces-Unies est finalement reconnue par le roi d'Espagne au traité de Münster, signé en 1648 en marge des traités de Westphalie qui mettent fin à la guerre de Trente Ans. Entre-temps, les Provinces-Unies, reconnues dès avant cette date par plusieurs pays européens (Angleterre, Suède, France, notamment), se sont progressivement affirmées en tant que puissance majeure, ayant commencé à établir un vaste empire colonial soutenu par l'activité commerciale de la Compagnie néerlandaise des Indes orientales, créée en 1602.

## Contexte

### Les Pays-Bas de Charles le Téméraire à Charles Quint

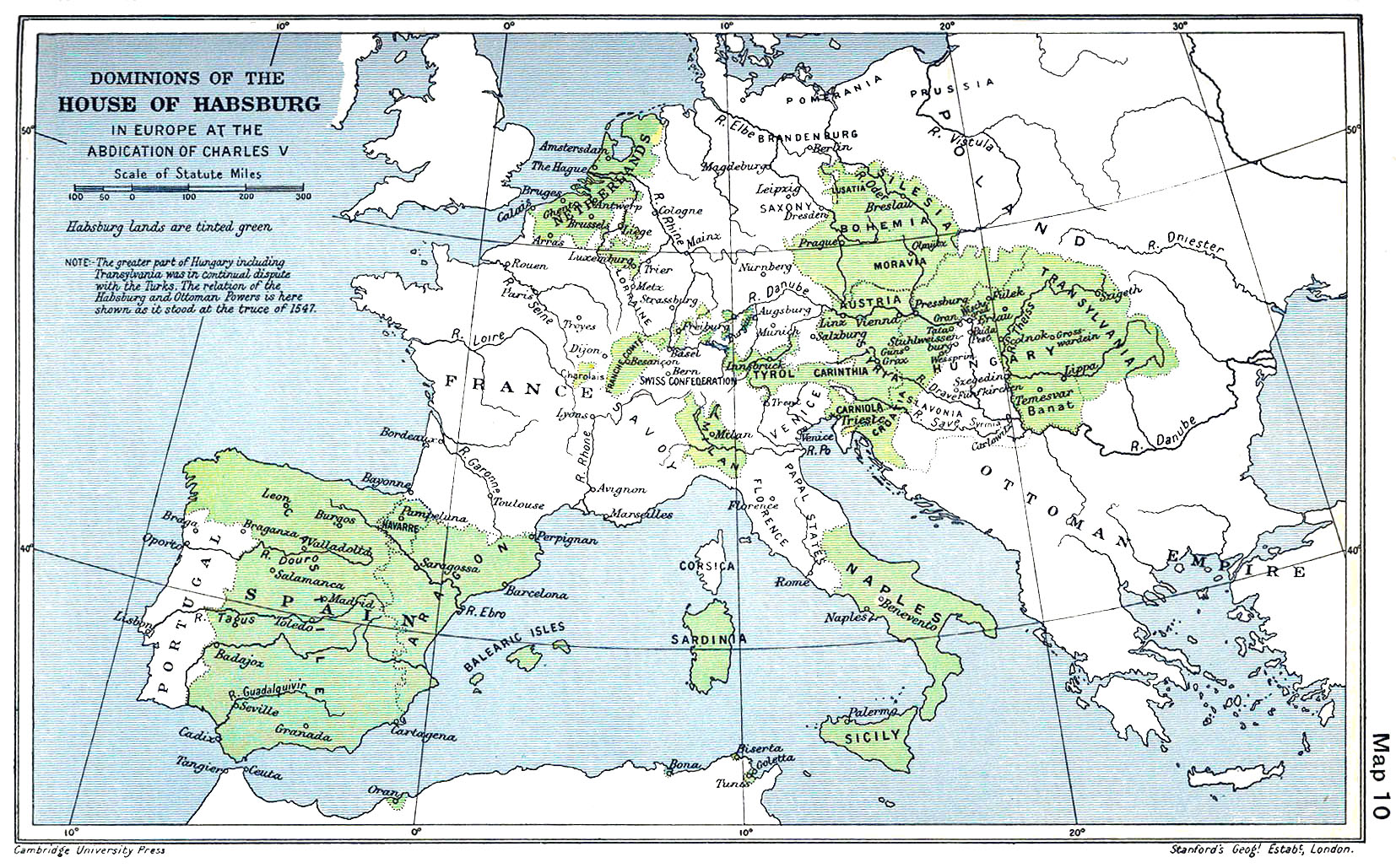
Les possessions de Charles Quint en 1547.

Les Dix-Sept Provinces des Pays-Bas détenues en 1550 par Charles Quint sont, à l'origine, des principautés féodales du royaume de France (comté de Flandre, etc.) ou du Saint-Empire (duché de Brabant, comté de Hainaut, comté de Hollande, comté de Zélande, etc.).
Devenues des possessions de la maison de Bourgogne, notamment de Charles le Téméraire, puis de Marie de Bourgogne (1457-1482), épouse de Maximilien d'Autriche (1459-1519), elles passent donc en 1482 à la maison de Habsbourg, précisément à leur fils Philippe le Beau (1478-1506), époux de Jeanne la Folle (1479-1555), reine de Castille (1504) et d'Aragon (1516).
En 1516, le fils de Philippe et de Jeanne, Charles de Habsbourg (1500-1558), devient souverain des Pays-Bas, ainsi que roi de Castille et d'Aragon, avant de devenir en 1519 chef de la maison de Habsbourg, puis d'être élu empereur en 1520 sous le nom de Charles Quint.

### Organisation institutionnelle des Pays-Bas sous Charles Quint
Sur le plan juridique, Charles est souverain (quoique vassal de l'empereur) de chacune des provinces : comte de Flandre, duc de Brabant, etc., et à la tête de chacune d'entre elles, il nomme un lieutenant-gouverneur (stadhouder, stathouder). Il doit compter avec les États provinciaux dont les réunions sont l'occasion de débats sur le montant des impôts. Il doit aussi compter avec les villes (Bruges, Gand, Bruxelles, Anvers…) qui ont obtenu des libertés municipales étendues au cours du Moyen Âge, symbolisées par leurs beffrois.
Les ducs de Bourgogne puis les Habsbourg se sont efforcés d'unifier le gouvernement en réunissant à l'occasion des États généraux, en créant des institutions générales, notamment le Conseil d'État et le Grand Conseil de Malines, cour suprême, et en nommant un régent (gouverneur général), dont la résidence principale se trouve à Bruxelles, capitale du duché de Brabant.
En 1512, Maximilien d'Autriche, devenu empereur, crée dix cercles impériaux au sein de l'Empire, dont le cercle de Bourgogne, qui inclut les provinces des Pays-Bas détenues par les Habsbourg (« Pays de par deçà ») et le comté de Bourgogne (« Pays de par delà »).

### Économie
Peuplées d'environ deux millions d'habitants, les provinces des Pays-Bas sont prospères : les plaines du bord de mer ont de bons rendements agricoles, le sud bénéficie de l'activité forestière et l'est de l'exportation de la tourbe.
Mais surtout, les Pays-Bas sont le siège depuis le Moyen Âge d'une grande activité textile (ateliers d'Ypres, Gand, Armentières, Lille, etc.), financière et commerciale (Bruges au XIIIe siècle, Anvers au XVIe siècle).
Dans les années 1550, Anvers, connecté aux places de Séville et de Lisbonne, est un port de premier plan dans le monde d'après les grandes découvertes, avec une population de près de 90 000 habitants.

### Les questions politiques sous Charles Quint
Au cours de son règne, Charles Quint continue de renforcer l'unité des Pays-Bas. Il occupe l'enclave française de Tournai en 1520, puis, après sa victoire de Pavie en 1525, le traité de Madrid (1526) met fin à la suzeraineté française sur le comté de Flandre, le comté d'Artois et sur Tournai. Il prend le contrôle des provinces encore indépendantes des Habsbourg, notamment la principauté épiscopale d'Utrecht (1528) et le duché de Gueldre (1543), se contentant d'imposer un protectorat à la principauté de Liège.
Par la transaction d'Augsbourg de 1548, il établit une identité entre les possessions occidentales des Habsbourg (Pays-Bas et comté de Bourgogne) et le cercle de Bourgogne. En 1549, par la Pragmatique Sanction, il uniformise le régime de la succession princière dans toutes les provinces du cercle de Bourgogne.
Il renforce les organismes centraux (conseil d'État, conseil privé, conseil des finances) et établit des chambres des comptes interprovinciales à Lille, Bruxelles et La Haye. Cette politique de centralisation provoque des réactions défavorables, notamment à Gand en 1539. Mais la révolte est réprimée sans pitié en 1540. La ville perd alors tous ses privilèges.
Les Pays-Bas subissent en effet une fiscalité qui s'alourdit à partir des années 1530. De 1520 à 1556, il est à cinq reprises en guerre contre la France de François 1er (1494-1547) puis d'Henri II, au cours de ce qu'on appelle les guerres d'Italie (no 6 à 10), qui impliquent aussi les Pays-Bas.
Ces guerres sont financées par les Dix-Sept Provinces plus que par l'Espagne, ce qui mécontente les États généraux. Un autre problème est celui du stationnement aux Pays-Bas d'unités de l'armée espagnole.
Par ailleurs, au cours du règne de Charles Quint, les Pays-Bas ont vu disparaître quelques-unes de leurs libertés économiques[réf. nécessaire].

### La Réforme protestante dans le Saint-Empire et aux Pays-Bas
Le principal problème du moment est celui de la Réforme, apparue en 1517 en Allemagne avec Martin Luther, mais qui touche très tôt les Pays-Bas, où une première exécution a lieu en 1523 à Bruxelles, avec la mise au bûcher de deux moines augustins d'Anvers. Après le luthéranisme, les Pays-Bas voient se développer l'anabaptisme (rapidement éradiqué), puis le calvinisme, qui atteint vers 1550 les milieux populaires des provinces de Flandre, de Brabant, de Hollande et de Zélande.
Dans le Saint-Empire, la Réforme reçoit très tôt le soutien de plusieurs princes assez puissants pour permettre à Luther d'échapper à sa mise au ban de l'Empire en avril 1521 (diète de Worms, à la suite de l'élection impériale de 1520). En 1531, les princes protestants forment la ligue de Smalkalde contre laquelle l'empereur entre dans une longue guerre (la guerre de Smalkalde) qui aboutit en 1555 au compromis de la paix d'Augsbourg, un échec pour Charles, et un des motifs de ses abdications (octobre 1555).
En ce qui concerne les Pays-Bas, Charles Quint est décidé à éradiquer le protestantisme, tout comme en Espagne : de 1520 à 1550, il promulgue treize édits répressifs. L'application en est confiée aux autorités judiciaires urbaines et provinciales, ainsi qu'au Grand Conseil de Malines, avec le contrôle d'un tribunal spécifique établi en 1522 aux Pays-Bas sur le modèle de l'Inquisition espagnole. Quelque 1 300 personnes sont exécutées de 1523 à 1565.
La paix d'Augsbourg établit dans l'Empire le principe, non pas de la liberté religieuse en général, mais de la liberté de choix des princes souverains entre catholicisme et luthéranisme : Cujus regio, ejus religio (« Tel prince, telle religion »). Appliquée aux Pays-Bas, dont le prince est Charles, cela confirme l'option du rejet du protestantisme, politique qui va être suivie avec détermination par Philippe II.

## Premiers affrontements (1555-1566)

### Les Pays-Bas de Charles Quint àPhilippeII

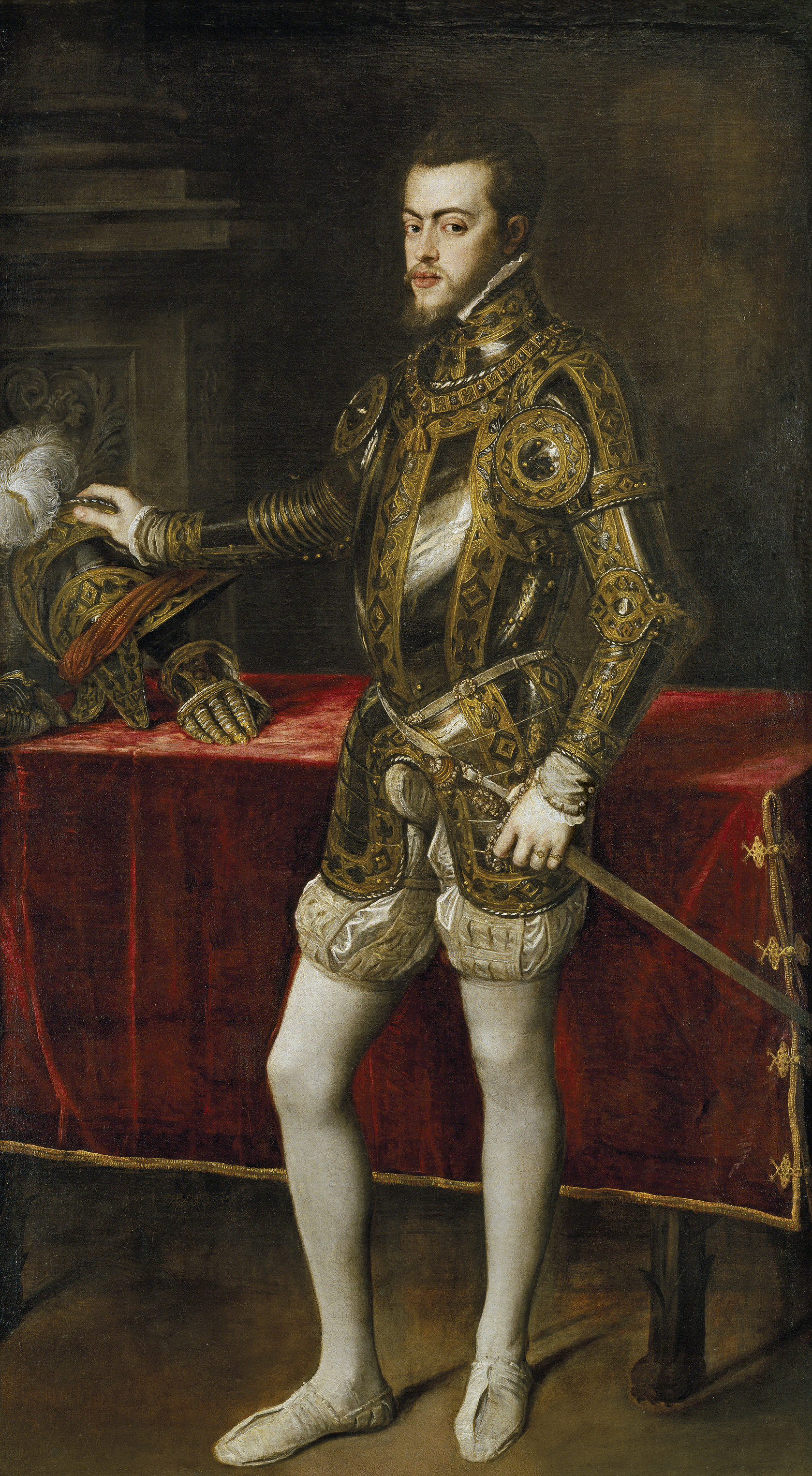
Philippe II (roi d'Espagne), roi d'Espagne.

En octobre 1555, Charles Quint abdique à Bruxelles sa souveraineté sur les Pays-Bas, en faveur de son fils Philippe, avant de lui céder le pouvoir en Espagne en janvier 1556.
Malgré la fermeté de sa politique, le premier a, tout au long de son règne, été sensible aux évolutions sociales et religieuses aux Pays-Bas. Ayant passé toute sa jeunesse aux Pays-Bas, il parle couramment le néerlandais et le français, en plus de l'espagnol, et un peu l'allemand.
L'avènement de Philippe II en 1556 n'est pas favorable à la conciliation. Alors que Charles Quint est né à Gand et a été élevé aux Pays-Bas, son fils est étranger aux Dix-Sept Provinces, ayant reçu une éducation exclusivement espagnole. Il ne parle ni le français, ni le néerlandais. Lors de sa première visite en 1549, il a laissé une impression peu favorable à ses sujets néerlandais. Absolutiste convaincu, il est hostile aux conceptions néerlandaises d'autonomie locale.

### Les problèmes politiques de 1555 à 1561
Philippe II est présent aux Pays-Bas de 1557 à 1559 en raison de la onzième guerre d'Italie, qui l'oppose à Henri II. Dès 1557, l'armée de Philippe remporte la victoire de Saint-Quentin et, en avril 1559, Henri II doit signer le traité du Cateau-Cambrésis.
Dès son avènement, Philippe nomme Emmanuel-Philibert de Savoie gouverneur général, Marie de Hongrie, sœur de Charles Quint, renonçant à ce poste. Il nomme le cardinal de Granvelle (un Franc-Comtois) président du Conseil d'État, qui inclut trois personnalités importantes : le comte d'Egmont, Philippe de Montmorency, comte de Hornes, et Guillaume d'Orange-Nassau (« le Taciturne »). Philippe invite aussi les nobles à participer activement aux États généraux des Pays-Bas, comptant sur leur loyalisme.
Dès 1558, les États commencent à s'opposer aux exigences de Philippe II, refusant de voter de nouveaux impôts et exigeant le départ des soldats espagnols. L'armée espagnole, présente depuis 1552 dans les Dix-Sept Provinces, s'élève à environ 3 000 hommes (1559). Non payée, elle vit du rançonnement de la population. Des protestations visent aussi la politique menée par Granvelle.
Après le traité de paix, Philippe attribue le poste de gouverneur général à sa demi-sœur, Marguerite de Parme, née à Audenarde et qui parle les langues locales. Elle est revenue en 1556 de Parme à Bruxelles, accompagnant son fils Alexandre, invité à résider à la cour de Philippe II en conséquence du traité de Gand (1556) entre Octave Farnèse et Philippe. Alexandre va d'ailleurs suivre Philippe en Espagne, quand celui-ci quitte les Pays-Bas en août 1559. Les nobles néerlandais sont déçus car ils espéraient que l'un d'eux (Egmont notamment) soit désigné.
Furieux de l'opposition des nobles, il aurait, au moment de s'embarquer, pris Guillaume d'Orange par le bras et lui aurait dit No los estados, mas vos, vos, vos (« pas les états, mais vous, vous, vous »), ce « vos » étant considéré comme insultant,.
Au bout de plusieurs mois, Philippe accepte le retour des soldats en Espagne, à condition que les États votent un impôt destiné à lever des troupes locales en remplacement. Après de longues discussions, cette condition est acceptée, mais Philippe II change d'avis et décide de maintenir ses troupes aux Pays-Bas, officiellement en prévision d'une guerre, mais effectivement en raison du développement du protestantisme, notamment à Anvers. Orange et Egmont menacent alors de démissionner : les troupes espagnoles repartent finalement en janvier 1561.

### Les problèmes religieux
En dehors de la question du protestantisme se pose le problème de l'organisation ecclésiastique, largement issue du Haut Moyen Âge, qui ne correspond pas du tout aux besoins : seulement six diocèses (Thérouanne, Arras, Cambrai, Tournai, Liège et Utrecht) dépendant de trois archevêchés extérieurs (Reims, Cologne et Münster). La création de nouveaux diocèses, réclamée depuis des décennies, est approuvée par la bulle pontificale Super Universas du 12 mai 1559, qui établit dix-huit évêchés néerlandais, dont trois archevêchés (Cambrai, Malines et Utrecht).
Cette réforme, qui intervient au début du règne de Philippe II, suscite cependant des résistances, car elle a été décidée hors des Pays-Bas, sans consultation des autorités locales, religieuses (évêques et abbés) ou temporelles (Conseil d'État, ordre de la Toison d'or), qui sont pourtant concernées. Par ailleurs, la réforme réserve aux clercs l'accès à certaines fonctions, ce qui suscite l'opposition de la noblesse.
Comme les pétitions de la noblesse au roi[Quand ?] restent sans réponse, quelques-uns des grands seigneurs, dont le comte d'Egmont, le comte de Hornes et le prince d'Orange, démissionnent des États généraux jusqu'à ce que Philippe II finisse par rappeler Granvelle (mars 1564).
À la fin de 1564, les nobles, conscients des progrès du calvinisme, exhortent Philippe II à assouplir sa politique religieuse afin d'éviter des troubles. Philippe leur indique qu'il répondra à la violence par la violence. C'est pourquoi Egmont, Hornes et Guillaume d'Orange démissionnent une seconde fois des États généraux, tandis que le marquis de Berghes et le comte de Meghem démissionnent de leur fonction de stathouder (lieutenant du souverain dans une province). Pendant ce temps, en dépit de la répression, les manifestations des protestants se multiplient à travers le pays.

## La crise de 1566 et la révolte des Gueux (1566-1572)

### Le Compromis des Nobles et le «banquet des Gueux» (5 avril 1566)
En mars 1566, à l'initiative de Louis de Nassau (frère de Guillaume le Taciturne), quelques nobles se réunissent à Bréda et s'accordent sur le texte d'une nouvelle pétition, le « Compromis des Nobles », dans lequel ils demandent une certaine tolérance religieuse et la garantie des privilèges des Dix-Sept Provinces, tout en réaffirmant la prédominance de la religion catholique, alors même que plusieurs d'entre eux sont déjà convertis au protestantisme. Le Compromis recueille ensuite plusieurs centaines de signatures de membres de la noblesse et même de quelques riches bourgeois. En réaction, Marguerite de Parme convoque le conseil d'État et l'ordre de la Toison d'or pour la fin mars 1566.
Si la plupart des nobles tergiversent, Guillaume le Taciturne soutient la modération dans l'application de l'Inquisition en attendant une réponse du roi Philippe II.
Au début d'avril 1566, Henri de Bréderode et Louis de Nassau, accompagnés de plusieurs centaines de nobles, entrent dans Bruxelles et demandent à être reçus par la régente. Le 5 avril 1566 vers midi, ils lui présentent leurs requêtes. Un des conseillers de Marguerite, Charles de Berlaymont, stathouder de Namur, aurait dit, en français : « N'ayez pas peur, Madame, ce ne sont que des gueux. » Le mot péjoratif de « gueux » (en néerlandais, geuzen), qui connote l'état de mendiant, est immédiatement repris par les intéressés pour s'en glorifier.
Le soir du 5 avril, le conseil d'État, en particulier le comte d'Egmont, se déclare en faveur de la modération de l'activité de l'Inquisition ; la régente promet d'annoncer une décision trois jours plus tard, à condition que les pétitionnaires n'entreprennent rien contre le catholicisme. Marguerite transmet aussi la requête à Philippe II, afin qu'il statue.
Le même soir a lieu à l'hôtel de Culembourg un banquet, qui restera connu sous le nom de « banquet des Gueux », où des membres de la noblesse et quelques riches bourgeois fêtent cette décision. Guillaume le Taciturne et Lamoral d'Egmont sont invités à y participer : ils acceptent, ce qui les compromet aux yeux de la régente. Cet événement, associé à la furie iconoclaste, marque le début de la révolte des Gueux.

### Les débuts de la révolte des Gueux: la furie iconoclaste (août 1566)

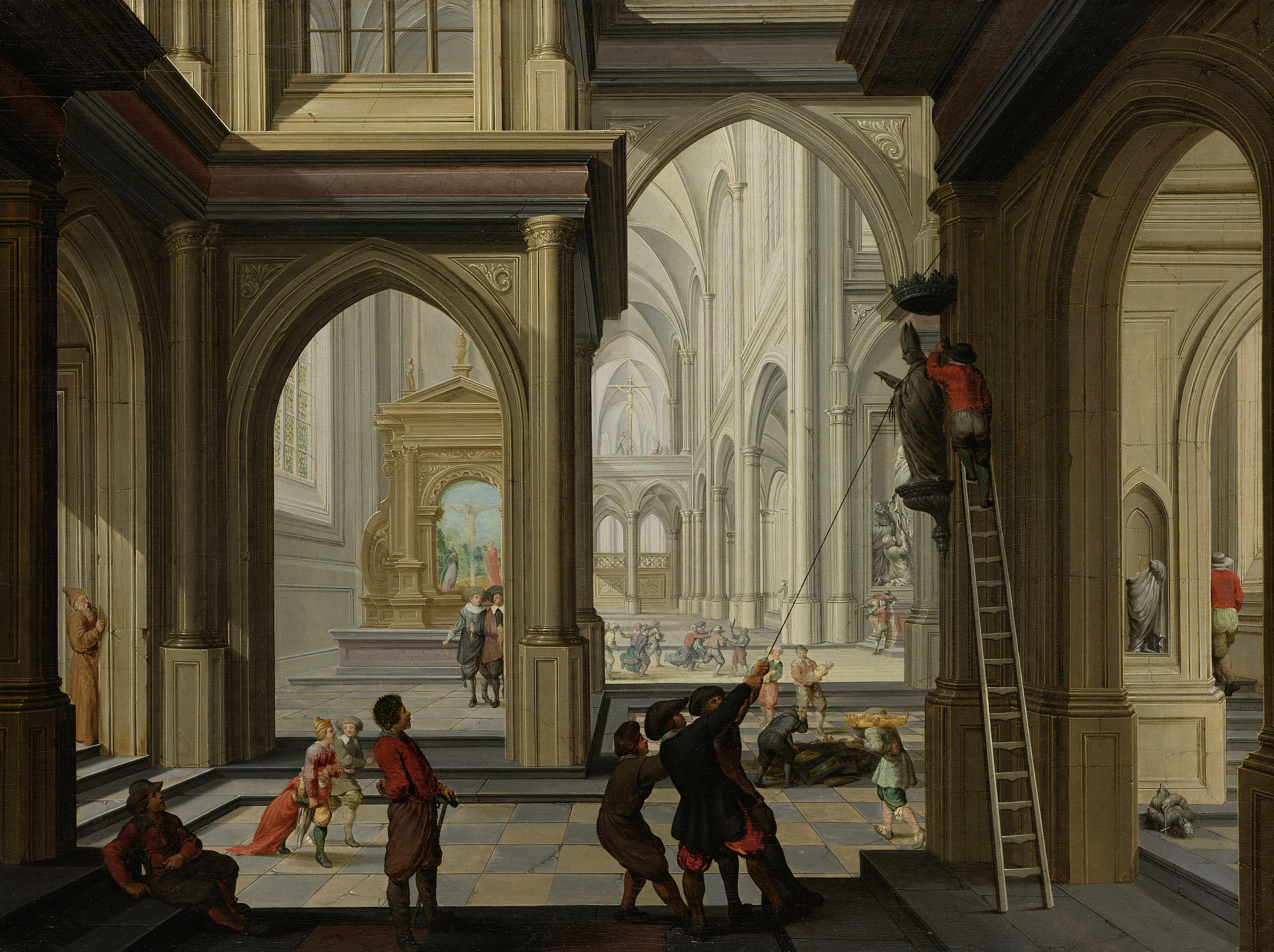
La Destruction des idoles, par Dirck van Delen.

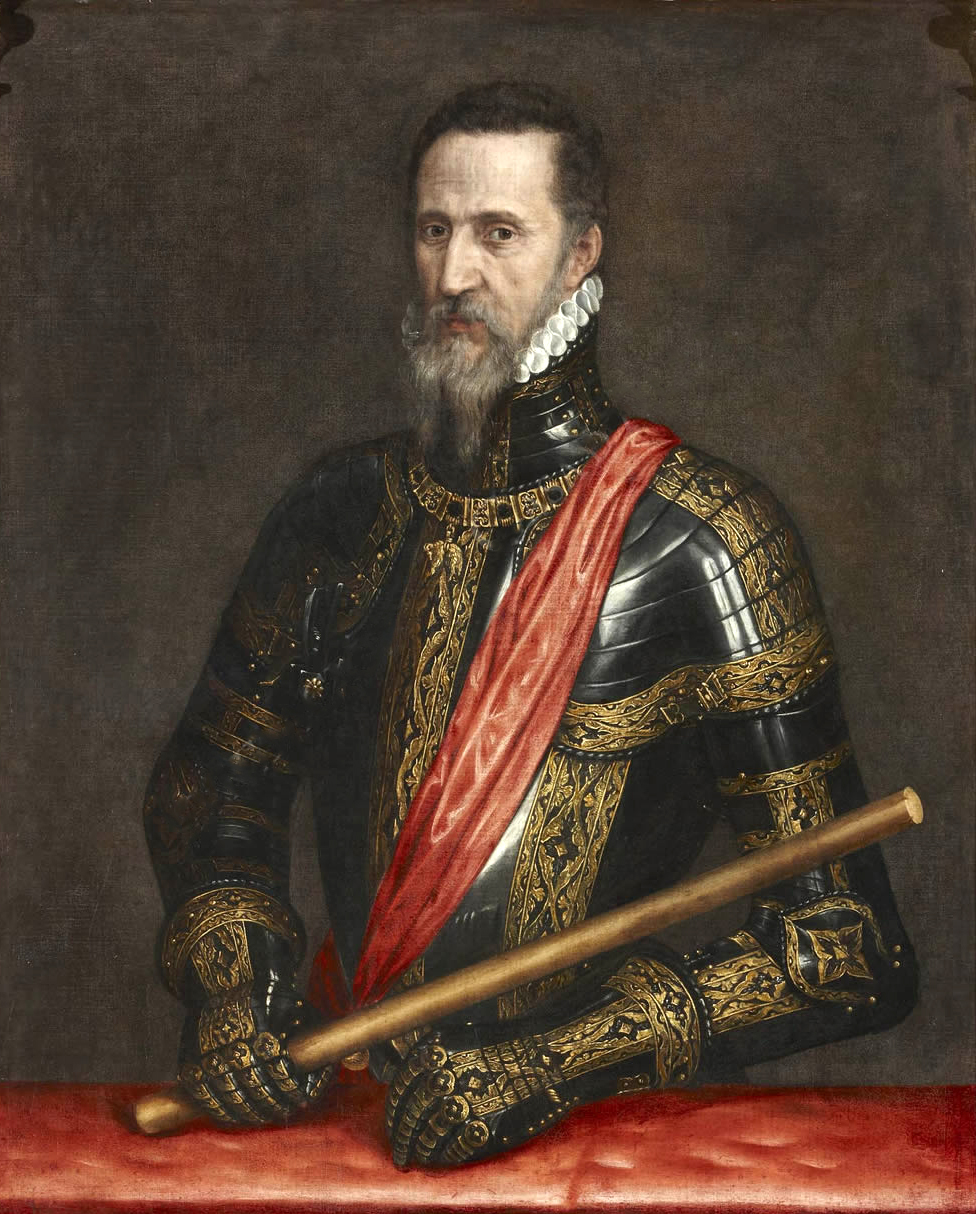
Fernando Álvarez de Toledo, duc d'Albe.

À la suite de l'avis du conseil d'État pour la modération de l'Inquisition, la prédication protestante prend de l'ampleur et se fait de plus en plus visible. Devant cette agitation religieuse ainsi que des difficultés économiques croissantes, Guillaume le Taciturne demande à la régente de convoquer les États généraux. Celle-ci, qui n'en a pas le pouvoir, demande à Philippe II son approbation par une lettre, mais une autre dénonce les exigences de la noblesse néerlandaise. Les porte-parole néerlandais (le marquis de Berghes et Florent de Montigny) arrivent à l'Escurial le 17 août et Philippe II refuse catégoriquement leur demande de suspension de l'Inquisition.
Dans un contexte de disette lié aux mauvaises récoltes de 1565 et à l'arrêt des échanges commerciaux en mer du Nord résultant de la guerre nordique de Sept Ans (1563-1570), les prêches des pasteurs calvinistes n'ont pas pour effet de ramener le calme.
Au début du mois d'août 1566, une foule pille l'église d'Hondschoote (Flandres occidentales). Cet incident est le premier de ce qui va devenir la Furie iconoclaste menée dans tous les Pays-Bas par des calvinistes radicaux, qui ravagent les églises et autres édifices religieux et détruisent les statues et les images des saints catholiques. Selon eux, en effet, ces statues ne sont rien d'autre que des idoles païennes.
Le 16 août, le lendemain des processions de l'Assomption, la furie iconoclaste frappe la Zélande, le Brabant et Anvers, puis s'étend au reste du pays pendant environ deux semaines. Les violences épargnent seulement les provinces d'Artois, de Namur, de Luxembourg et une partie du Hainaut où les protestants sont peu nombreux, ainsi que la ville de Bruxelles où Marguerite de Parme fait protéger les églises par ses soldats. On pense aujourd'hui que l'effectif des iconoclastes était assez faible et les raisons exactes de ces émeutes sont sujettes à débat, mais il est certain que les autorités locales ont peu agi pour réfréner le vandalisme.
Les déprédations des iconoclastes divisent la noblesse. Guillaume d'Orange et d'autres gentilshommes les condamnent, tandis que d'autres, comme Henri de Bréderode, les approuvent.

### Le siège de Valenciennes et la bataille d'Austruweel
Pour rétablir l'ordre, Marguerite de Parme propose aux villes touchées d'accueillir des garnisons. La ville de Valenciennes, où se trouvent deux calvinistes notables, Guy de Brès et Pérégrin de la Grange, refuse. Elle est déclarée rebelle le 17 septembre. Après plusieurs semaines, un nouveau refus amène le gouverneur du Hainaut à entamer le siège (6 décembre), mais sans utiliser de canons. Deux expéditions de secours sont vaincues au cours du mois de décembre. Début mars, une nouvelle colonne est formée près d'Anvers, à Austruweel, par Jean de Marnix. Le 13 mars, les troupes de Marnix perdent la bataille d'Austruweel. Une médiation du comte d'Egmont a lieu à Valenciennes (20 mars), mais la ville refuse de nouveau la reddition. Elle subit 3 jours de canonnade, avant de capituler (23 mars). Guy de Brès et Pérégrin de la Grange sont condamnés à mort et pendus le 31 mai.
Guillaume d'Orange, qui se trouve à cette époque à Anvers, dont il est burgrave, s'oppose à ce que les Anversois participent à l'expédition de Marnix : comme Egmont, il n'a pas rompu avec les institutions régies par le roi d'Espagne.

### L'intervention du duc d'Albe et la répression (août 1567-1568)
Ainsi, avant même d'avoir pu répondre à la pétition de la noblesse, Philippe II a perdu le contrôle de la situation aux Pays-Bas.
Au bout de quelques mois, il décide d'y envoyer des troupes pour rétablir l'ordre. Il confie cette mission à Ferdinand Alvare de Tolède, duc d'Albe, qui fait son entrée à Bruxelles à la tête d'une armée de 10 000 hommes le 22 août 1567.

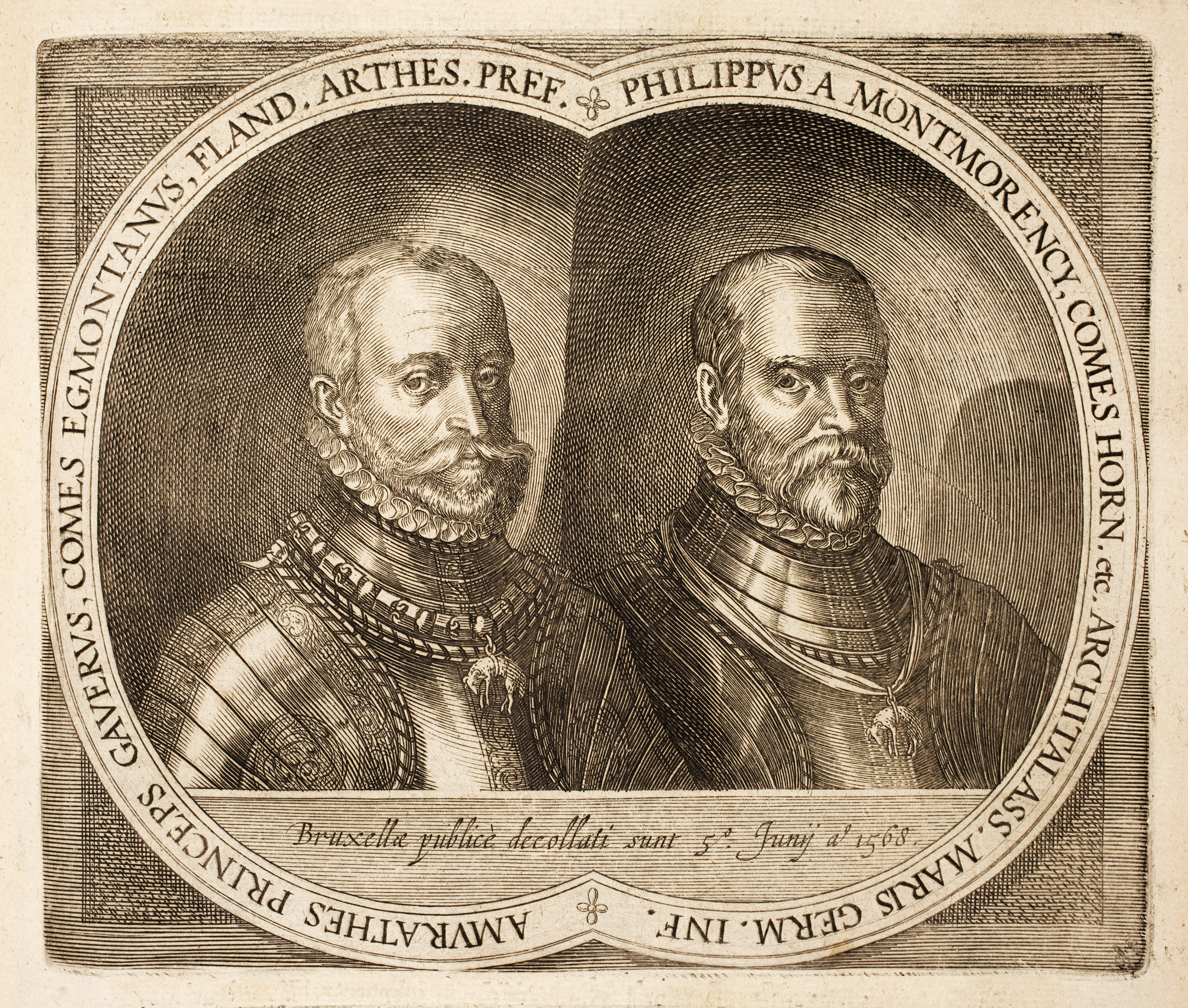
Les comtes d'Egmont et de Hornes.

Il commence par créer un tribunal spécial, le « Conseil des troubles » (Raad van Beroerten, littéralement « Conseil des factieux »), pour juger tous ceux qui s'élèvent contre la Couronne. Personne n'est épargné, pas même les membres de la noblesse qui ont seulement plaidé pour un assouplissement des lois. Ferdinand de Tolède, se considérant comme un représentant extraordinaire de Philippe II, passe fréquemment outre les avis de Marguerite de Parme. Il se sert même d'elle pour tromper les aristocrates fugitifs[réf. nécessaire], notamment le comte d'Egmont et le comte de Hornes, provoquant la démission de la gouvernante en septembre 1567. Le duc d'Albe devient alors gouverneur des Pays-Bas, poste qu'il occupera jusqu'en 1573.
Arrêtés, Egmont et Hornes sont jugés pour haute trahison, condamnés à mort et seront décapités l'année suivante (5 juin 1568) sur la Grand-Place de Bruxelles. Ces deux aristocrates sont toujours restés fidèles au roi d'Espagne, mais le duc d'Albe considère que leur tolérance envers le protestantisme constitue une trahison caractérisée. Leur mort, due à un Espagnol, déchaîne la xénophobie à travers les Pays-Bas.
Plus de mille personnes sont exécutées dans les mois qui suivent. Ce nombre élevé de condamnations vaut au tribunal le surnom de « tribunal du sang », et au duc d'Albe celui de « duc de fer ». Mais ces mesures, loin de pacifier le pays, attisent la révolte.

### La campagne de 1568 de Guillaume d'Orange
Guillaume d'Orange, dit le Taciturne, stathouder des provinces de Hollande, de Zélande et d'Utrecht, margrave d'Anvers, était, parmi les pétitionnaires de 1566, le parlementaire le plus en vue des États généraux. À l'arrivée du duc d'Albe, pour éviter d'être arrêté comme Egmont et Hornes, il quitte les Pays-Bas et gagne l'électorat de Saxe, pays de son épouse, nièce du prince-électeur Auguste Ier. Ses biens aux Pays-Bas sont confisqués et il est déchu de ses titres et fonctions.

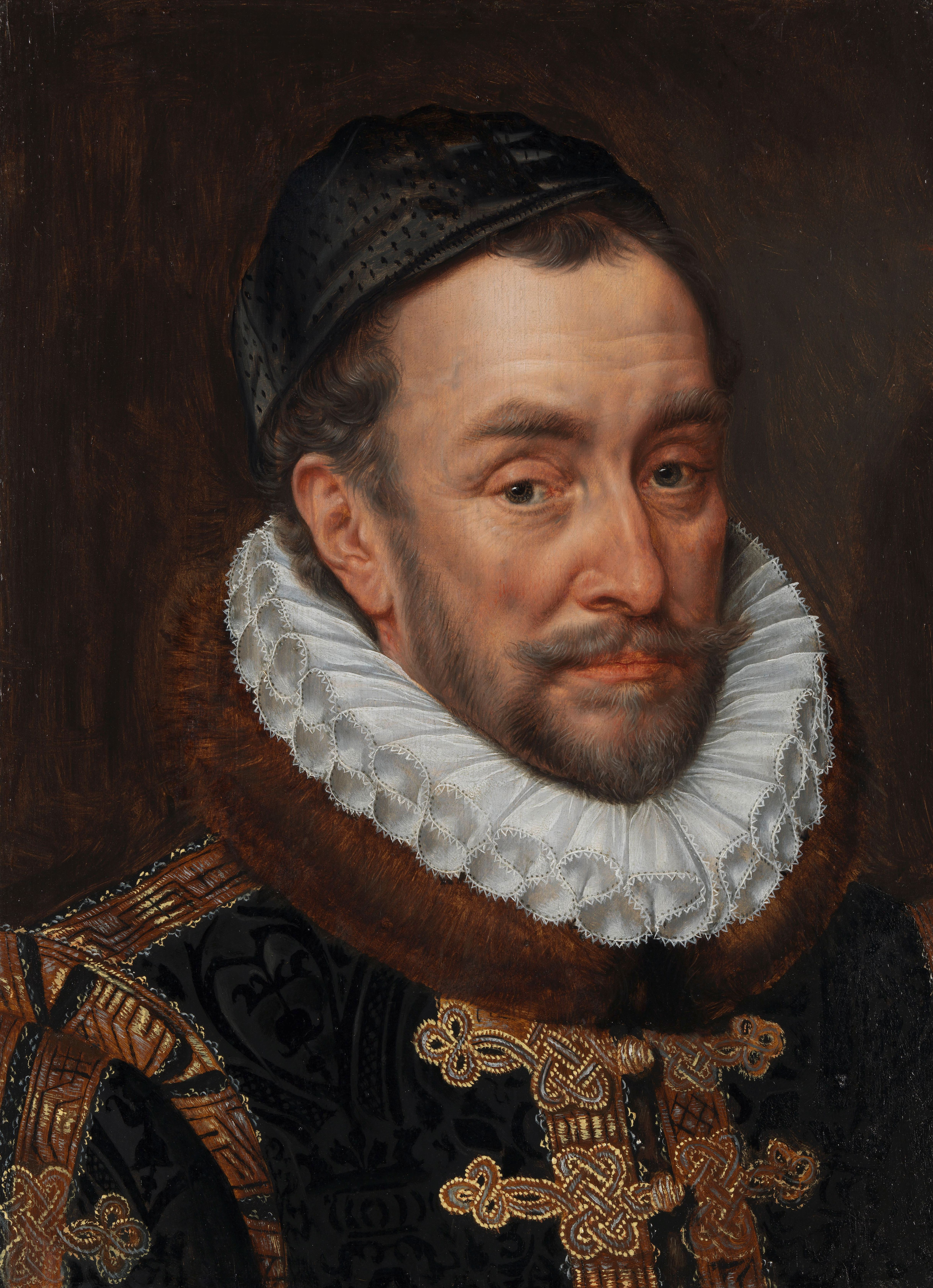
Guillaume le Taciturne.

Au printemps 1568, après avoir mis sur pied une armée, il marche vers les Pays-Bas dans le but de renverser le duc d'Albe : il n'envisage pas de mettre fin aux droits de Philippe II sur les Dix-Sept Provinces, mais seulement de lui donner la possibilité de retrouver un rôle d'autorité impartiale. Ce point de vue apparaît dans l'hymne national néerlandais, le Wilhelmus van Nassouwe, dont le couplet final dit : den koning van Hispanje heb ik altijd geëerd… (« J'ai toujours respecté le roi d'Espagne… »). Dans les proclamations et les courriers qu'il adresse à ses alliés[Qui ?], Guillaume insiste cependant sur le droit des sujets à mettre fin à leur allégeance si le roi ne respecte pas leurs droits.
Il lance son offensive sur plusieurs fronts : une armée menée par ses frères Louis et Adolphe entre dans la province de Gueldre depuis le nord de l'Allemagne tandis que des huguenots français attaquent au sud et que Joost de Soete attaque avec 3 000 hommes dans la région de Maastricht.
Ce dernier met le siège devant Ruremonde (Roermond), dont les habitants ont refusé de se rallier, puis, menacé par une colonne espagnole commandée par Sancho d'Avila et Sancho de Londoño (en), se replie vers Erkelenz (dans l'Empire), mais doit affronter les Espagnols à Rheindalen le 25 avril 1568. Cette bataille est remportée par les Espagnols.
On considère cependant traditionnellement que la guerre de Quatre-Vingts Ans commence seulement le 23 mai 1568, avec la bataille de Heiligerlee, qui est une victoire des insurgés (malgré la mort d'Adolphe de Nassau), la seule de l'année 1568.
Louis de Nassau est en effet vaincu à Jemmingen (aujourd'hui Jemgum, en Allemagne) le 21 juillet, face au duc d'Albe, qui remporte ensuite une victoire décisive contre Guillaume d'Orange lui-même le 20 octobre à Jodoigne (actuelle province du Brabant wallon), à 20 km de Bruxelles. Guillaume d'Orange bat en retraite en France où son armée se dissout, faute de moyens pour la payer.
Apparaissant cependant comme le seul à pouvoir diriger la lutte contre le duc d'Albe, Guillaume d'Orange reste considéré comme le chef de la rébellion. Mais il va devoir attendre 1572 et la prise de Brielle par les gueux de mer pour que l'insurrection redevienne active.

### Le gouvernement du duc d'Albe de 1568 à 1572
Après le retrait de Guillaume d'Orange, les Espagnols ont le champ libre pour rétablir l'ordre. En 1570, la révolte des Gueux est apparemment matée.
L'Espagne est cependant en difficulté : la guerre navale qu'elle mène contre l'Empire ottoman en Méditerranée pèse sur ses moyens financiers, jusqu'à ce qu'elle remporte une victoire importante lors de la bataille de Lépante (7 octobre 1571).
Les troupes aux Pays-Bas n'étant plus payées par le trésor espagnol, le duc d'Albe lance en 1569 une vaste opération fiscale qui prévoit :
- un prélèvement (une seule fois) du centième denier (1 %) sur le capital ;
- un prélèvement permanent du dixième denier (10 %) sur les transactions commerciales ;
- un prélèvement permanent du vingtième denier (5 %) sur les ventes d'immeubles.

Cette réforme, qui doit doter le pays de finances saines, est repoussée par les États généraux qui obtiennent le remplacement des deux taxes permanentes par un paiement forfaitaire de deux millions de florins néerlandais.
Quant à la taxe du centième denier, qui ne rapporte que 3,2 millions de florins, elle suscite l'opposition chez les catholiques comme chez les protestants.

## La reprise des hostilités (1572-1576)

### La prise de Brielle par les «gueux de mer» (1eravril 1572)
Le 1er mars 1572, pour apaiser le roi d'Espagne, la reine Élisabeth d'Angleterre décide d'expulser les rebelles iconoclastes, appelés « gueux de mer », des ports anglais où ils ont trouvé refuge. Ces expulsés, un millier d'hommes sur 25 navires, commandés par Guillaume II de La Marck, s'emparent contre toute attente du port de Brielle (Hollande-Méridionale) le 1er avril : par ce coup de main, les rebelles prennent le contrôle d'un port d'attache et remportent une victoire symbolique. Leur coup d'éclat remobilise l'insurrection protestante à travers les Pays-Bas.

### La reprise de l'insurrection et le retour de Guillaume d'Orange
Les villes des provinces de Hollande et de Zélande rejoignent le camp des rebelles, sauf Amsterdam et Middelbourg, qui resteront loyales à la Couronne d'Espagne jusqu'en 1578. Guillaume d'Orange reprend la tête de l'insurrection ; lors d'une assemblée tenue à Dordrecht en juillet 1572, il est nommé gouverneur général des Pays-Bas et stathouder de Hollande, de Zélande, de Frise et d'Utrecht. Les députés présents conviennent que le pouvoir sera partagé entre Guillaume d'Orange et les états des différentes provinces.
La population des provinces du nord est divisée face à cette reprise de l'Insurrection : une minorité calviniste est pour le combat à outrance contre Philippe II ; une autre minorité, essentiellement catholique, reste fidèle au bailli (landvoogd) des provinces et au gouvernement ; la majorité de la population n'adhère vraiment à aucun camp, mais souhaite vivement le rétablissement des privilèges commerciaux et des libertés urbaines, ainsi que le rappel des soldats espagnols. Guillaume d'Orange, désormais chef unique, doit tenir compte de ces différentes opinions, mais au fil des mois, il cède de plus en plus aux calvinistes, les plus entreprenants et les plus actifs dans la lutte armée contre les Espagnols : il se convertit lui-même au calvinisme en 1573.

### De la démission du duc d'Albe (1573) au sac d'Anvers (4-7 novembre 1576)

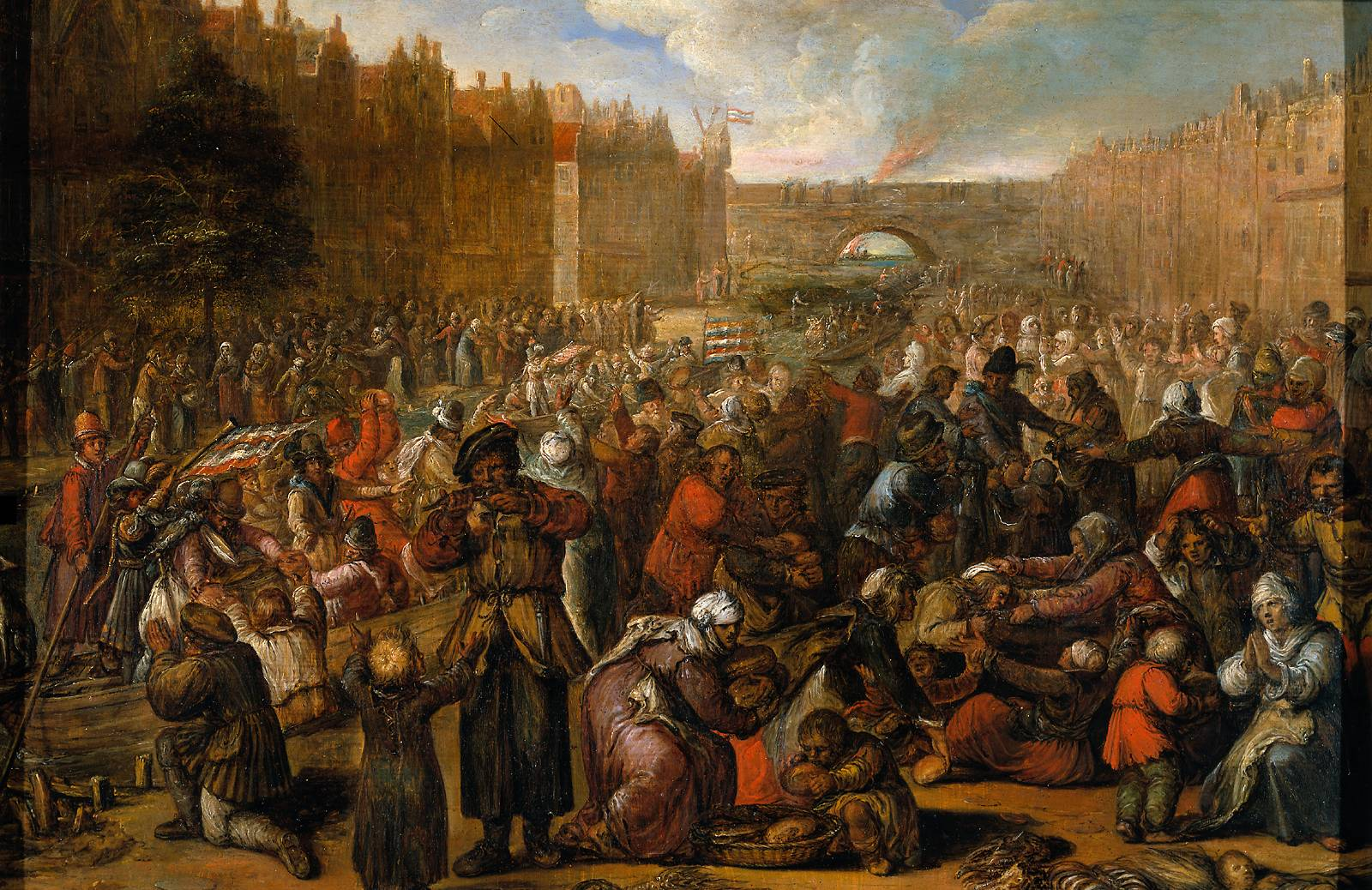
La libération de Leyde (1574) par Otto van Veen : les habitants en proie à la famine se jettent sur les paniers de pains et de harengs.

Incapable de contenir cette nouvelle rébellion, le duc d'Albe remet sa démission. Il est remplacé en 1573 par Luis de Requesens, qui tente une politique de conciliation.
En septembre 1575, la Couronne d'Espagne fait de nouveau banqueroute, événement qui va avoir l'année suivante des répercussions aux Pays-Bas, les soldats au service de l'Espagne ne recevant plus leur solde.
Requesens meurt subitement en mars 1576, sans être parvenu à un accord avec les orangistes et sans avoir prévu sa succession. Dans un premier temps, c'est le Conseil d'État qui prend la relève, désignant le comte de Berlaymont comme gouverneur par intérim. Les États de Brabant décident alors de proroger indéfiniment leur session, de façon non conforme aux règles. Les États d'autres provinces les rejoignent ensuite (Hainaut, Flandre, Gueldre), formant des États généraux de fait (pas particulièrement favorables à Guillaume d'Orange, cependant).
Philippe II désigne seulement au début de l'été son demi-frère, don Juan d'Autriche, comme gouverneur général. Don Juan, né en 1545, est auréolé de la victoire de Lépante (1571). Se trouvant en Espagne, il ne se met cependant pas très vite en route : il est à Irun le 24 octobre et atteint Luxembourg le 4 novembre, après avoir traversé la France incognito (via Paris et Metz).
Pendant l'été, la situation aux Pays-Bas est devenue mauvaise : les soldats espagnols, dépourvus de ressources, ont commencé à se mutiner et à rançonner un certain nombre de villes, notamment Bruxelles et Alost, mais c'est à Anvers que, le 7 novembre, la situation prend une tournure catastrophique, avec la mise à sac de la ville, qui occasionne 8 000 morts.

## Les Pays-Bas unis face à l'Espagne (novembre 1576-janvier 1579)
Le sac d'Anvers est à l'origine d'un tournant dans la prise de conscience nationale des Dix-Sept Provinces, qui vont chercher à retrouver une unité d'action par-delà les divisions religieuses. Mais en fin de compte, l'unité ne pourra pas être maintenue, amenant la sécession des sept provinces du nord en 1585.

### La pacification de Gand (8 novembre 1576)
Conséquence immédiate du sac d'Anvers, les États s'accordent par un traité, la pacification de Gand (8 novembre), par lequel les provinces conviennent d'une trêve religieuse afin de combattre les mutins espagnols. Pour la plupart des provinces catholiques, les pillages des mutins étaient le principal motif pour rejoindre la rébellion, bien qu'elles restent formellement fidèles au roi Philippe II. Pour autant, les émeutes religieuses se poursuivent par endroits.
La pacification de Gand sera prolongée et précisée le 9 janvier 1577 par un acte qui en détaille les conditions d'application, au moment où un nouveau gouverneur général, don Juan d'Autriche, prend ses fonctions.

### Les débuts du gouvernorat de don Juan d'Autriche (novembre 1576-mai 1577)
Nommé gouverneur général des Pays-Bas en septembre 1576, don Juan d'Autriche, demi-frère de Philippe II, auréolé de la gloire de la victoire de Lépante, arrive le 4 novembre à Luxembourg, où il s'arrête dans un premier temps en attendant les émissaires des autorités en place à Bruxelles : le Conseil d'État et les États généraux.
C'est l'époque du sac d'Anvers et de la pacification de Gand, à laquelle le Conseil d'État (notamment le duc d'Aerschot, Philippe III de Croÿ) donne sa caution. Des négociations sont engagées avec don Juan afin qu'il souscrive à son tour à la pacification : elles ont lieu à Marche-en-Famenne, entre Luxembourg et Namur.
Au début de janvier 1577, de nouveaux développements ont lieu à Bruxelles, avec la signature en prolongement de la pacification de Gand de l'union de Bruxelles (9 janvier).
Le 12 février, don Juan finit par souscrire aux demandes formulées et signe l'« édit perpétuel », qui garantit notamment le départ des troupes espagnoles. Les Néerlandais, y compris les insurgés, reconnaissent la souveraineté de Philippe II. En réalité, les désaccords restent nombreux en ce qui concerne l'application pratique de l'édit.
Don Juan peut cependant faire une Joyeuse Entrée à Namur, puis à Louvain, et enfin à Bruxelles (1er mai), dans une atmosphère d'allégresse générale qui ne va pas durer.

### L'évolution politique en 1577: don Juan à Namur et Guillaume d'Orange à Bruxelles
Par la suite, une fois résolue la question de la présence des troupes espagnoles, les relations se tendent de nouveau entre le gouverneur général, les États généraux et Guillaume d'Orange.
Don Juan, qui ne se sent pas en sécurité à Bruxelles, quitte la capitale pour Malines, puis pour Namur, où il rencontre la reine de Navarre, Marguerite (21-23 juillet). Le lendemain du départ de celle-ci, il s'empare de la citadelle de Namur, ce qui va lui permettre d'établir un pouvoir loyal à Philippe II dans les provinces de Namur et de Luxembourg. En même temps, il commence à demander des renforts (y compris le retour de troupes parties des Pays-Bas). Il s'installe finalement à Luxembourg, qui lui paraît plus sûre que Namur.
Il résulte du départ de don Juan une nouvelle période de vacance du pouvoir à Bruxelles. Les États généraux et même le Conseil d'État cessent de le reconnaître comme gouverneur général, sans remettre en cause la souveraineté de Philippe II. Une partie des dirigeants se tournent vers un prince de la famille de Habsbourg, Matthias, frère de l'empereur Rodolphe II, lui proposant de devenir gouverneur général des Pays-Bas (ce qu'il acceptera). D'autres opèrent un rapprochement avec Guillaume d'Orange. Celui-ci, reconnu à Anvers et à Gand, fait son entrée à Bruxelles en grande cérémonie, le 23 septembre 1577, accompagné par l'ambassadeur d'Angleterre et par le duc d'Aerschot. Il reprend possession de l'hôtel de Nassau, confisqué en 1568.
Le mois d'octobre 1577 est marqué par un coup d'État calviniste à Gand. Le duc d'Aerschot, récemment nommé gouverneur de Flandre par les États généraux, est fait prisonnier par les révoltés. Libéré sur l'intervention de Guillaume d'Orange, il se réfugie en Allemagne et se retire du jeu politique néerlandais, dominé à ce moment par Guillaume.
Mais, à la fin de l'année, un changement important résulte de l'arrivée des renforts espagnols à Luxembourg, sous le commandement d'Alexandre Farnèse, petit-fils de Charles Quint et fils de Marguerite de Parme. En ajoutant des régiments wallons à ces renforts, l'armée de don Juan atteint 20 000 hommes.

### L'année 1578: de la victoire de Gembloux (31 janvier) à la mort de don Juan (1eroctobre)
Le 31 janvier 1578, les troupes aguerries des tercios affrontent à Gembloux (actuelle province de Namur), à 40 km au sud de Bruxelles, des forces insurgées équivalentes en nombre, mais mal équipées et mal commandées (plusieurs des officiers du plus haut rang se trouvant depuis quelques jours à Bruxelles, assistant à un mariage).
C'est une victoire écrasante pour les troupes espagnoles, lourde de conséquences pour les insurgés.
Après sa victoire de Gembloux, don Juan lance une offensive contre les places du duché de Brabant. Le camp insurgé connaît des problèmes internes, notamment celui des « déserteurs de Gembloux ».
L'archiduc Matthias se trouve marginalisé dans cette situation, tandis que les relations reprennent entre les Néerlandais et le duc François d'Anjou, frère du roi de France Henri III. Il vient à Mons en juillet et proclame publiquement son soutien aux États généraux.
Le 1er août, don Juan est battu à Rijmenam (près de Malines, au nord de Bruxelles). Il est obligé de se replier sur sa base de Namur, où ses troupes sont frappées par une épidémie de typhus, dont lui-même meurt le 1er octobre.
Alexandre Farnèse devient alors gouverneur général au nom de Philippe II. Il va s'efforcer de profiter des tensions chez les insurgés, notamment dans les provinces du sud, catholiques, qui ont constaté que l'année 1577 avait surtout profité à Guillaume d'Orange et aux insurgés.
Le 19 novembre, ceux-ci, sous la conduite de Georges de Lalaing, s'emparent de la ville de Deventer, après un siège commencé le 3 août.

## La rupture (1579-1585)

### La division des Néerlandais: l'union d'Arras et l'union d'Utrecht (janvier 1579)

Les Pays-Bas en 1579 : provinces membres de l'Union d'Utrecht (en bleu) et de l'Union d'Arras (en jaune).

Le 6 janvier 1579, les provinces du sud de Pays-Bas (le Hainaut et l'Artois) ainsi que les territoires du Douaisis et du Cambrésis forment l'union d'Arras, qui met fin à leur adhésion à l'union de Bruxelles et à la pacification de Gand, et d'une façon plus général à tout soutien à l'insurrection contre le roi d'Espagne, reconnu comme souverain légitime des Pays-Bas. Une des causes de la rupture est l'influence excessive des calvinistes radicaux dans les rangs des insurgés, qui n'est pas, selon ces provinces fortement catholiques, conforme aux accords de 1576-1577.
En réponse à l'union d'Arras, le 23 janvier 1579, Guillaume d'Orange fédère les provinces de Hollande, de Zélande, d'Utrecht, de Gueldre, de Flandre, de Brabant, de Limbourg et de Groningue au sein de l'union d'Utrecht. Plusieurs villes (dotées d'une grande autonomie) entrent dans cette union : Bruges (Flandre), Gand, Bruxelles, Anvers (Brabant), Tournai (liée à la Flandre) et Valenciennes (Hainaut).

### Les débuts du gouvernorat d'Alexandre Farnèse (période 1579-1581)
La période de 1579 à 1581 est marquée par les événements suivants :
- en 1579 : le siège de Maastricht (mars-juillet), qui s'achève par la victoire des Espagnols ;
- en 1580 : la proscription de Guillaume d'Orange (mars), dont la tête est mise à prix (25 000 écus et l'anoblissement) ; le traité de Plessis-lès-Tours (19 septembre), entre les États généraux et le duc François d'Anjou, en vue d'en faire le souverain des Pays-Bas.

Un autre événement notable est la conférence qui se déroule à Cologne[réf. à confirmer], ville impériale proche des Pays-Bas, de mai à novembre 1579, en présence de commissaires impériaux plutôt favorables à Philippe II (archevêques de Cologne et de Trèves, évêque de Wurtzbourg, duc de Clèves) entre des représentants de Philippe, notamment le duc de Terranova, assisté par trois officiers délégués par Alexandre Farnèse, et des représentants des États généraux, notamment le duc d'Aerschot, mais c'est un échec. Cette conférence avait été précédée en 1578 par une mission diplomatique espagnole dans l'Empire, durant laquelle Ramiro Núñez de Guzmán, ambassadeur extraordinaire du roi d'Espagne, avait pris contact avec plusieurs princes allemands, pas seulement les catholiques, afin de connaître leur opinion sur la politique menée par Philippe aux Pays-Bas.

### L'acte de déchéance dePhilippeII(1581) et l'établissement de la république
En cette fin de XVIe siècle, il est difficilement concevable qu'un pays puisse être gouverné autrement que par un monarque : aussi les États généraux cherchent-ils d'abord un successeur à Philippe II. La reine d'Angleterre, Élisabeth Ire, protestante, serait un protecteur tout désigné. Mais ne souhaitant pas provoquer inutilement Philippe II, elle repousse cette proposition.
Les États généraux jettent alors leur dévolu sur le frère cadet du roi de France, François, duc d'Anjou (1555-1584). Celui-ci accepte, mais à condition que les Pays-Bas proclament officiellement la déchéance de Philippe II en tant que souverain du pays.
Le 22 juillet 1581, un acte de déchéance est rédigé à La Haye, puis voté le 26 par les États généraux (acte de La Haye) : au terme d'une étude des devoirs des princes envers leurs sujets, s'il ne veulent pas être considérés comme des tyrans, puis d'un réquisitoire fondé sur l'histoire du règne de Philippe, sa déchéance est prononcée : « Nous faisons savoir qu'étant donné ce qui précède et l'extrême nécessité qui nous presse, comme il a été dit, d'un commun accord, par délibération et par consentement, nous avons déclaré et déclarons le roi d'Espagne déchu, ipso jure, de sa souveraineté, de son droit et de son héritage de ces pays. » Cette formule est suivie de l'énoncé des mesures pratiques consécutives à cette décision (abrogation des serments faits à Philippe, etc.).
Cependant, les Néerlandais partisans des États généraux, souvent protestants, se défient du duc d'Anjou et les limitations institutionnelles que les États lui imposent finissent par agacer celui-ci. Après quelques offensives contre l'armée espagnole, notamment à Anvers (janvier 1583), il quitte les Pays-Bas en 1583.
Les États généraux se tournent de nouveau vers la reine Élisabeth, mais encore en vain. Tous les recours pour établir une monarchie constitutionnelle ayant été épuisés, ils se résolvent à proclamer la république.

### La prise d'Anvers par le duc de Parme (1585)

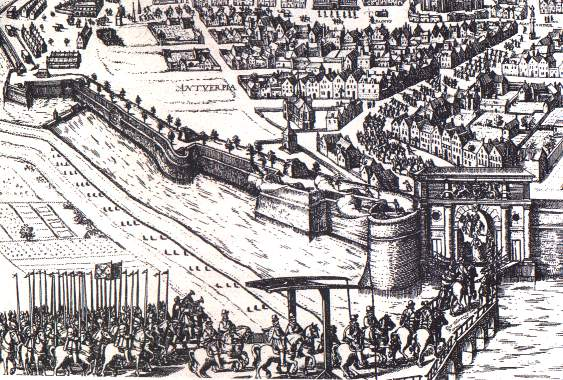
Entrée de l'armée espagnole à Anvers, gravure de Franz Hogemberg, 1585.

Dès la promulgation du décret de déchéance, l'Espagne dépêche un nouveau corps expéditionnaire pour reprendre en main les Provinces-Unies. L'Espagne, renflouée financièrement par les cargaisons de métaux précieux rapportées du Nouveau Monde, met sur pied une nouvelle armée confiée à Alexandre Farnèse, duc de Parme et de Piacenza.
Dans les années qui suivent, le duc de Parme reconquiert la plus grande partie des Flandres et du Brabant, ainsi que de larges portions des provinces du nord-est (Liège et Limbourg) : la religion catholique est rétablie dans la plupart de ces provinces. En 1585, c'est au tour de la cité d'Anvers (la plus grande ville des Pays-Bas à l'époque) de tomber aux mains du duc, et la moitié des bourgeois quittent la ville pour gagner les provinces du nord. De 1560 à 1590, la population d'Anvers tombe de 100 000 à 42 000 habitants.
Guillaume d'Orange, qui avait été mis au ban par Philippe II en mars 1580, est assassiné par un royaliste, Balthazar Gérard, le 10 juillet 1584. Son fils, Maurice de Nassau, prince d'Orange, prend alors la tête de l'insurrection.
Les Pays-Bas sont à présent coupés entre les provinces du nord, sécessionnistes et républicaines, et les provinces méridionales qui sont administrées par le roi d'Espagne. Du fait que le gouvernement est assuré presque sans interruption par des sécessionnistes calvinistes, l'essentiel de la population des provinces du nord se convertit au protestantisme en quelques décennies. Le Sud, sous gouvernement espagnol, devient quant à lui un bastion catholique : presque tous les protestants doivent fuir vers le nord. L'Espagne maintient une armée importante, dans l'éventualité d'une intervention des huguenots français.

## Sécession des provinces du Nord (1585-1609)
Pour se préparer à la guerre à laquelle elles allaient devoir faire face, les Provinces-Unies cherchent de l'aide auprès des royaumes d'Angleterre et de France.
Alors que l'Angleterre s'était bornée depuis plusieurs années à un soutien officieux des rebelles hollandais, la reine Élisabeth prend la décision d'aider ouvertement la nouvelle république. En 1585, ayant officialisé son appui militaire par le traité de Sans-Pareil, Élisabeth Ire dépêche le comte de Leicester comme gouverneur délégué, à la tête d'un corps expéditionnaire de 5 000 à 6 000 hommes dont 1 000 cavaliers. Mais le comte de Leicester, outre qu'il s'avère un piètre stratège, ne saisit pas toute la subtilité des accords commerciaux que les rebelles, en dépit du conflit, conservaient avec l'Espagne. En outre, Leicester prit parti sans nuance pour les seuls calvinistes, s'aliénant la confiance des catholiques et des modérés. Arguant de la sécurité du pays, il se heurte aussi aux États des provinces en imposant son propre gouvernement d'exception dans les villes de la côte. C'est ainsi qu'un an seulement après son arrivée dans le pays, il s'est mis toute la population à dos. Leicester doit repartir pour l'Angleterre, si bien que les États généraux des Pays-Bas, en quête d'un chef militaire, doivent en 1587 se rabattre sur Maurice de Nassau (le fils de Guillaume le Taciturne), un jeune homme de 20 ans qu'ils nommèrent stathouder.

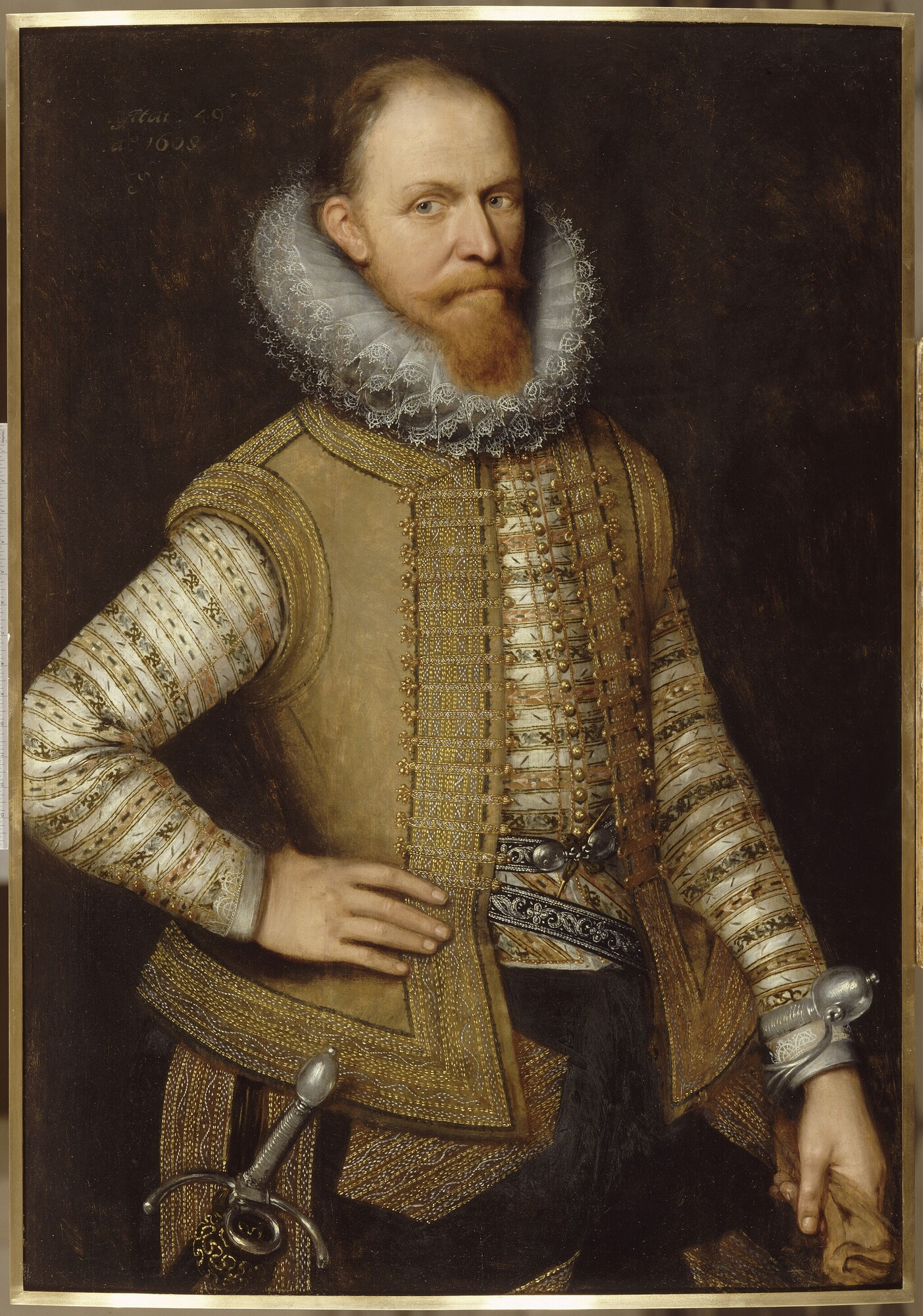
Maurice de Nassau, prince d'Orange

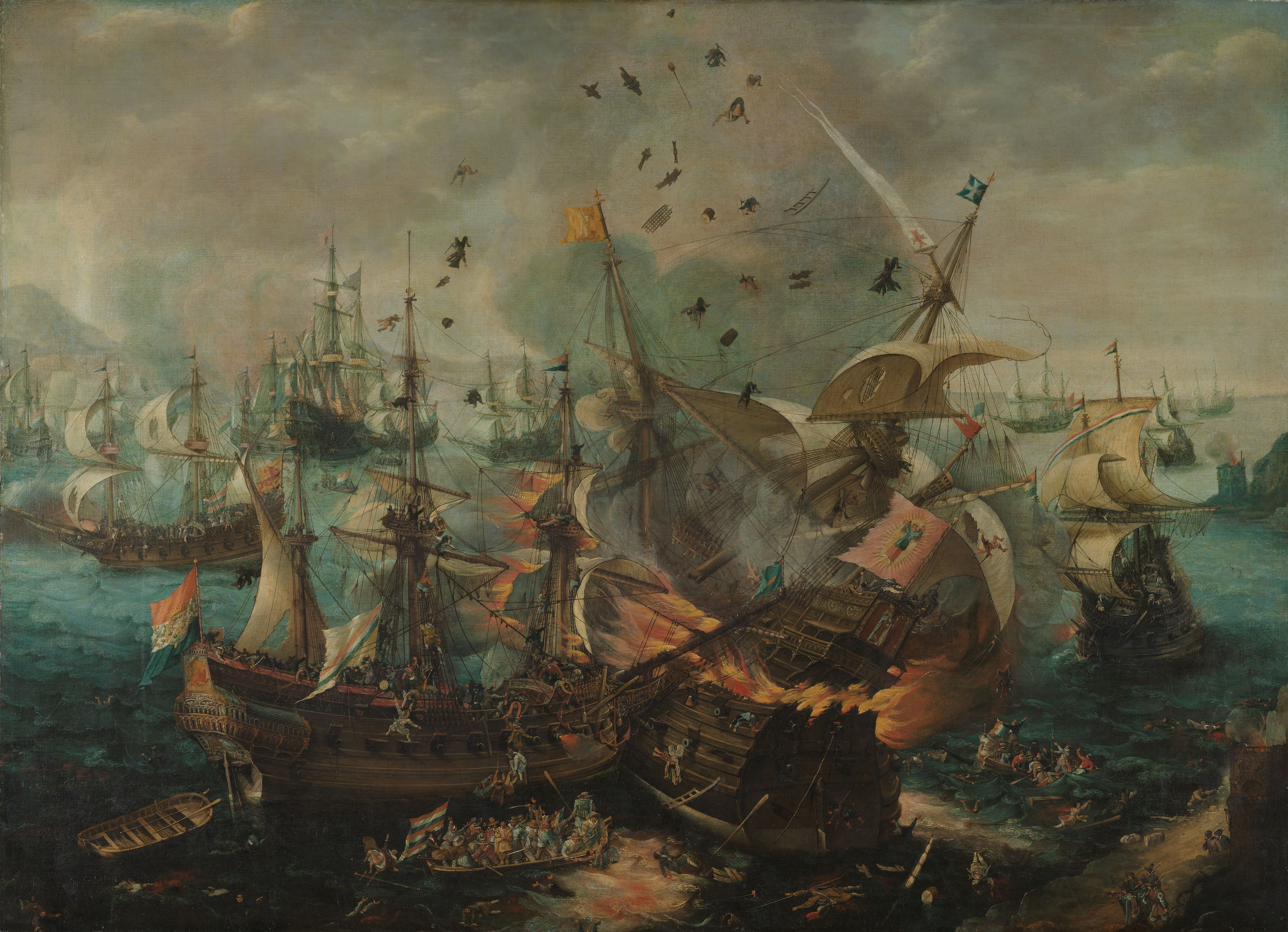
La Bataille de Gibraltar : la toute nouvelle marine de guerre néerlandaise engage le combat avec la marine espagnole au large de Gibraltar.

Les contours actuels des Pays-Bas sont pour l'essentiel ceux issus des guerres menées par Maurice de Nassau. Les succès hollandais sont pour partie redevables à l'action de ce général, et pour partie à l'énorme tribut que l'Espagne doit verser pour reconstituer une flotte de guerre après la désastreuse équipée de l'Invincible Armada et résister à la vigoureuse contre-attaque anglaise menée par Francis Drake. En 1595, lorsqu'Henri IV, nouveau roi de France, déclare la guerre à l'Espagne, le gouvernement espagnol doit une seconde fois se déclarer en faillite.
Écrasé militairement et financièrement, Philippe II doit se résoudre en 1598 à signer la paix de Vervins avec la France, par laquelle entre autres il accepte de céder les Pays-Bas en dot à sa fille Isabelle, son neveu et beau-fils l'archiduc d'Autriche devenant le nouveau suzerain des Pays-Bas. Pendant ce temps, Maurice d'Orange-Nassau fait tomber l'une après l'autre les places-fortes espagnoles: après s'être emparé de Berg-op-Zoom (1588), Maurice conquit Bréda (1590), Zutphen, Deventer, Delfzijl et Nimègue (1591), Steenwijk et Coevorden (1592), Mont-Sainte-Gertrude (1593), Groningue (1594), Grol, Enschede, Ootmarsum et Oldenzaal (1597), puis enfin Grave (1602). Comme tous ces combats ou sièges ont lieu aux marches des provinces rebelles, la Hollande, pratiquement épargnée par le conflit, est le berceau de ce qu'on appelle aujourd'hui le Siècle d'or néerlandais.
Pour autant, il est alors tout aussi clair que les Espagnols tiennent maintenant les provinces du sud bien en main militairement, à ceci près que la mainmise des Provinces-Unies sur la Zélande permet à tout moment à la jeune république d'établir un blocus depuis l'estuaire de l'Escaut, artère maritime vitale de l'immense port d'Anvers. Plus au nord, le port concurrent d'Amsterdam va graduellement s'enrichir du blocus d'Anvers, au point que l'oligarchie commerçante de Hollande commence à se demander sérieusement si la conquête des provinces du sud en vaut vraiment la peine. Contre l'avis de Maurice de Nassau, on vote finalement le lancement d'une campagne militaire contre les ports de la côte sud en 1600. Cette campagne, bien que présentée par les Hollandais comme une guerre de libération des provinces méridionales, vise en fait à mettre un terme aux assauts des convois marchands par les corsaires dunkerquois stipendiés par les Espagnols. Les Espagnols, conscients du danger, renforcent leurs positions le long de la côte, et c'est dans ce contexte qu'éclate la bataille de Nieuport.
Malgré la défaite éclatante et inattendue que l'armée des Provinces-Unies infligea alors en bataille rangée à l'armée royale espagnole, Maurice décida d'interrompre sa marche vers Dunkerque et, invaincu, fit retraite vers les provinces du nord. Maurice ne pardonna jamais aux régents, menés par le grand-pensionnaire van Oldenbarnevelt, de l'avoir chargé de cette mission.
La sécession des Pays-Bas en deux groupes de provinces était à présent consommée. N'ayant pu mettre un terme par voie de terre à la menace dunkerquoise, les États décident de développer une puissante marine de guerre pour protéger leurs convois commerciaux, qui s'étaient multipliés depuis la création de la Compagnie néerlandaise des Indes orientales en 1602. Les flottes de guerre néerlandaises s'avéreront au fil des décennies une force militaire formidable : leur action sonne le glas de l'empire colonial espagnol outre-mer.

## La trêve de Douze Ans (1609-1621)

Jan van Oldenbarnevelt, victime emblématique des troubles religieux survenus en Hollande au cours de la trêve de Douze Ans.

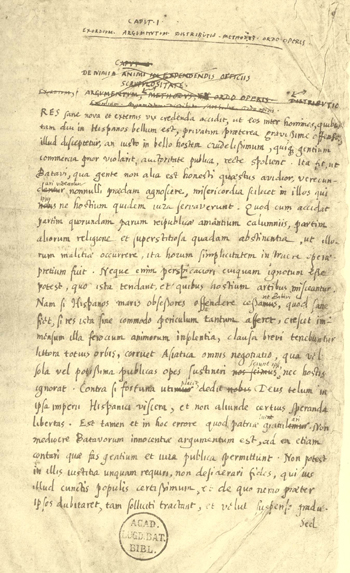
Manuscrit du traité De iure praedae (Sur le droit de capture) par Hugo Grotius, 1604.

L'année 1609 est marquée par la signature à Anvers d'un cessez-le-feu entre les Provinces-Unies et les Pays-Bas espagnols, appelé par la suite la trêve de Douze Ans, grâce à la médiation de la France et de l'Angleterre. C'est au cours de cette trêve que les Provinces-Unies mettent sur pied leur grande flotte de guerre, qui jouera un rôle si important pour la suite du conflit.
Mais au cours de cette trêve, deux factions s'élèvent au sein de la république, factions divisées tant par la politique que par la religion. D'un côté, les remonstrants ou arminiens, avec pour champions le grand-pensionnaire Johan van Oldenbarnevelt et Hugo Grotius, sont de grands bourgeois républicains ouverts à une interprétation de la Bible moins littérale que les calvinistes de stricte obédience qui mettent notamment en doute la doctrine de l'élection inconditionnelle (ou double prédestination) ; ils affirment la liberté de l'homme face à Dieu et face à l'Église. Leurs adversaires sont les gomaristes, qui sont fidèles au calvinisme pur exprimé dans la Confessio Belgica et partisans d'une théocratie à la Calvin qui avaient ouvertement fait allégeance au stathouder Maurice de Nassau en 1610. En 1617, l'opposition entre ces deux partis tourne à la guerre civile avec le vote d'un « choix tranché » (en néerlandais Scherpe Resolutie) par lequel les villes sont autorisées à réprimer l'activisme des gomaristes. Le stathouder Maurice accuse lors du Synode de Dordrecht le grand-pensionnaire van Oldenbarnevelt de haute trahison, et il le fait arrêter et exécuter en 1619. Hugo Grotius s'enfuit de la forteresse de Loevestein, où il était détenu en attente de son jugement, et quitte le pays.

## Derniers épisodes (1621-1648)

### Reprise des hostilités

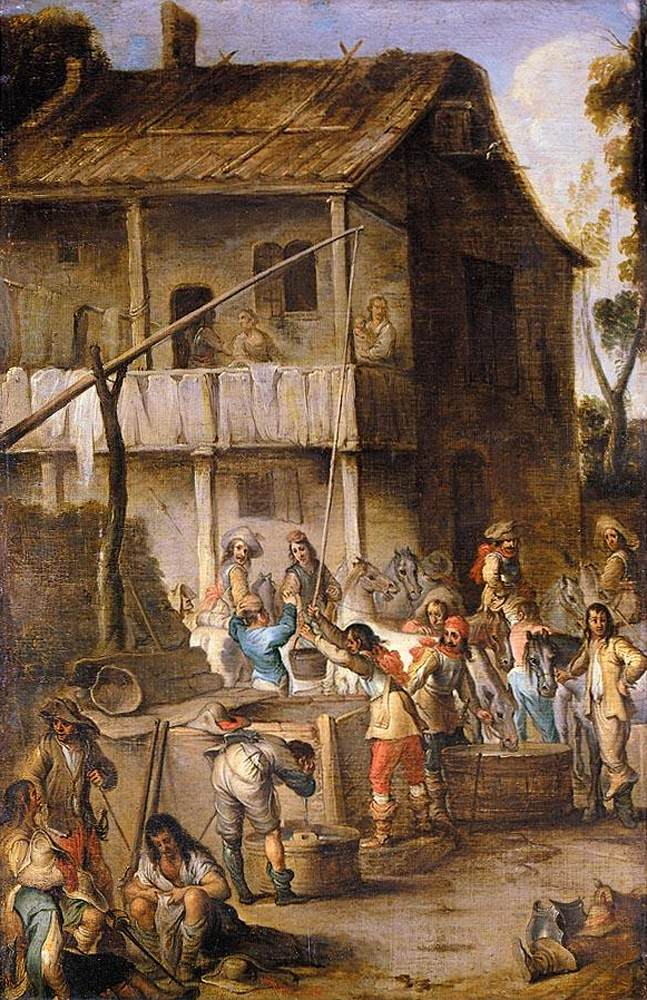
Soldats devant une taverne, toile de Cornelis de Wael (1592-1662).

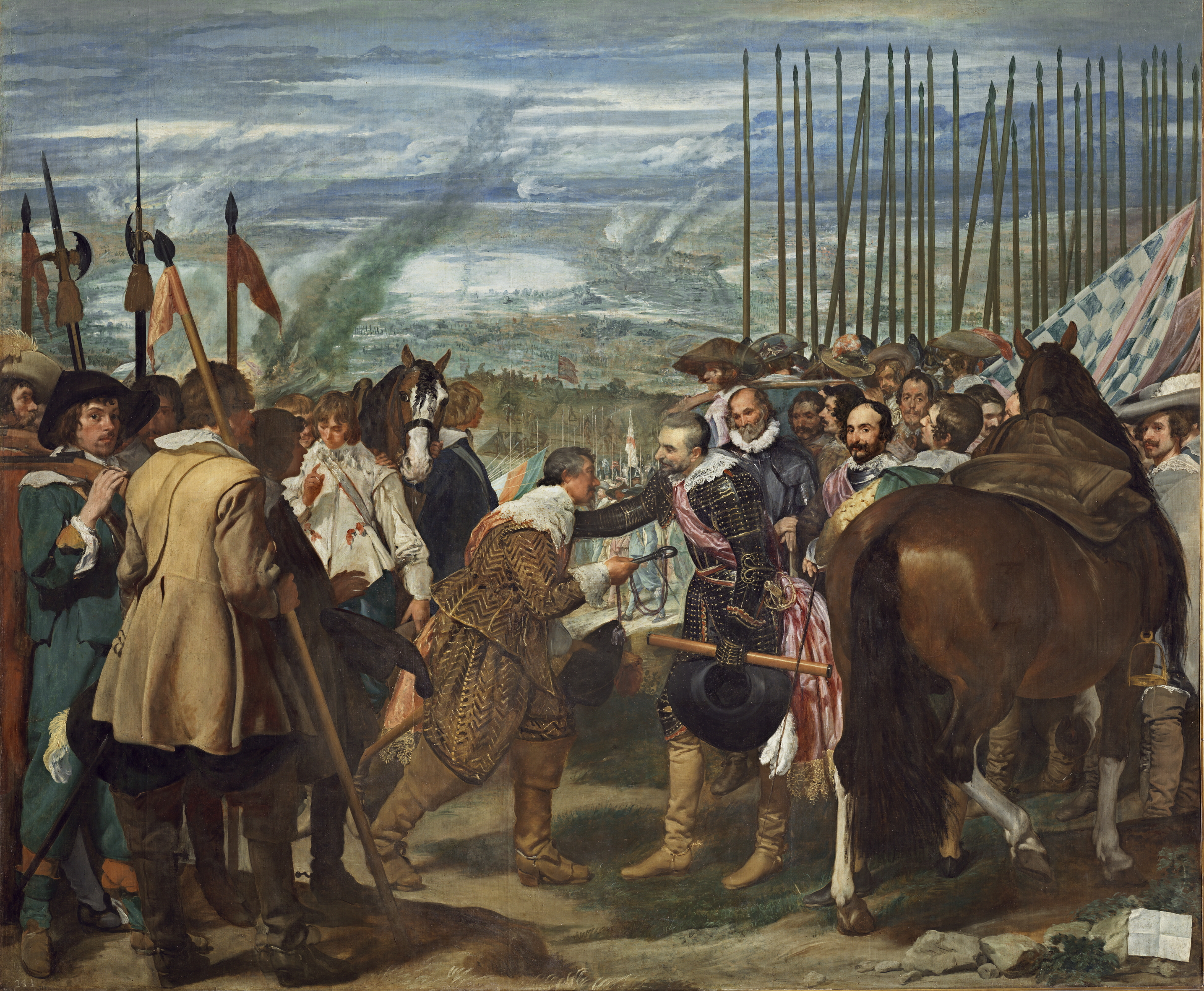
La Reddition de Breda (1625) (Velázquez) représente la reddition des capitaines hollandais au général espagnol Spinola.

Tout au long de la trêve, les pourparlers en vue d'une paix définitive s'étaient poursuivis, mais deux points de divergence persistaient: tout d'abord, les négociateurs espagnols exigeaient la liberté de culte pour les catholiques des Provinces-Unies, mais refusaient de reconnaître cette liberté aux protestants dans les Pays-Bas espagnols ; ensuite, le conflit autour des routes de commerce vers les colonies (celles d'Extrême-Orient et d'Amérique notamment) ne fit que s'amplifier. Les Espagnols entreprirent enfin une ultime campagne militaire pour faire tomber les Provinces du nord, cependant que les Hollandais déployèrent leur flotte de guerre pour s'ouvrir la route des comptoirs d'outre-mer au détriment du commerce espagnol. C'était le début d'une nouvelle guerre, qui s'ajoutait aux horreurs de la guerre de Trente Ans.
L'assaut espagnol sur la forteresse-clef de Berg-op-Zoom est repoussé en 1622, mais en 1625, le stathouder Maurice trouve la mort avant que le siège de Breda ne soit levé. Le général espagnol Ambrogio Spinola obtient la reddition de la ville peu après : cet épisode est immortalisé par le peintre Velázquez dans son célèbre tableau intitulé Las Lanzas (La Reddition de Breda). Pourtant, après cette victoire, le vent tourne définitivement en faveur de la république néerlandaise. Frédéric-Henri, demi-frère du stathouder Maurice, reprend le flambeau à la tête de l'armée républicaine et s'empare de la forteresse stratégique de Bois-le-Duc en 1629 : cette ville, alors la plus importante du nord-Brabant, était jugée imprenable, et la désillusion des Espagnols est profonde.
Puis en 1632, c'est la chute des places de Venlo, Roermond et Maestricht au cours de la célèbre « Marche de la Meuse », une manœuvre d'étau qui prépare la conquête des cités flamandes. Au cours des années suivantes, les républicains ne parviennent toutefois pas à s'emparer d'Anvers et de Bruxelles ; d'ailleurs, d'une manière générale, les généraux hollandais sont déçus du manque d'enthousiasme de la population flamande à leur égard. Cette attitude s'explique par le pillage de Tirlemont et le fait que la nouvelle génération des Flandres et de Brabant, qui a grandi dans une société profondément remodelée par la Contre-Réforme, se défie bien davantage de la religion réformée que des forces d'occupation espagnoles.

### Opérations outre-mer

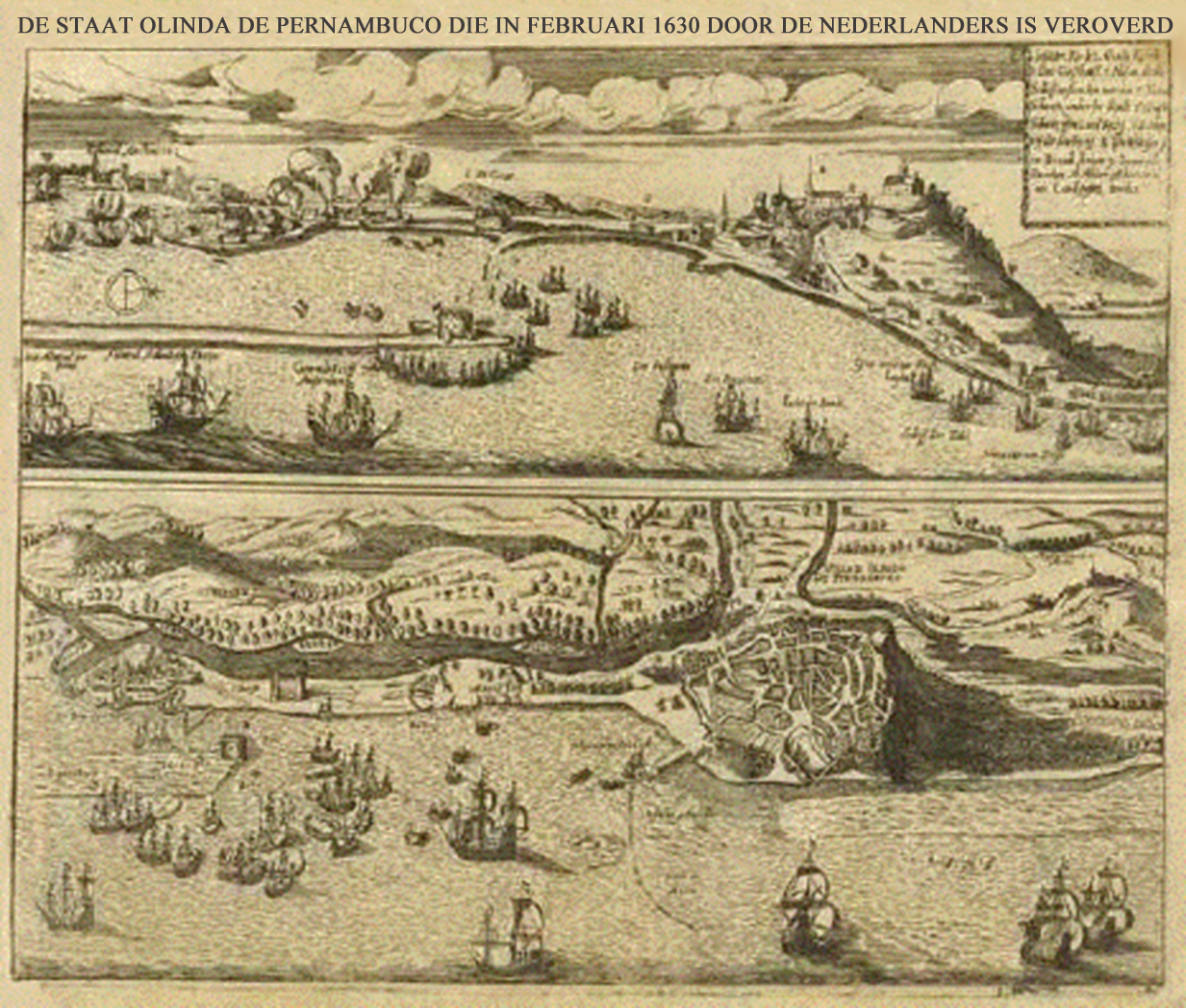
Prise d'Olinda au Brésil par les Hollandais en 1630, gravure allemande, v.1650.

La guerre, survenant à une période où les puissances européennes s'efforcent de développer leur commerce outre-mer, gagne bientôt les colonies elles-mêmes : la lutte pour la maîtrise des comptoirs se traduit par des affrontements sur des théâtres d'opération aussi éloignés que Macao, les Indes orientales, Ceylan, Formose, les Philippines, le Brésil, etc. Le plus important de ces conflits est la guerre batavo-portugaise. Les Hollandais se forgent un réseau commercial à travers le globe, exploitant leur suprématie navale avec profit. Des actionnaires investissent dans une Compagnie néerlandaise des Indes orientales chargée d'exploiter les comptoirs de l'océan Indien, tandis qu'une Compagnie néerlandaise des Indes occidentales dispose d'un monopole pour le commerce atlantique.
En ce qui concerne les colonies américaines, les États généraux des Pays-Bas se bornent le plus souvent à rémunérer des corsaires dans les Antilles pour piller les convois espagnols et remplir les coffres de la République. La prise la plus importante est celle d'une partie de la Flotte des Indes par le corsaire Piet Hein en 1628, qui permet au stathouder Frédéric-Henri de financer en Europe le siège de Bois-le-Duc tandis qu'il prive les troupes espagnoles d'une partie de leur solde. Les Hollandais tentent aussi quelques coups de main sur des colonies existantes, et quelques comptoirs sont créés le long des côtes du Venezuela, dans le golfe du Maine et le long des côtes d'Afrique (notamment Madagascar), mais leur existence est généralement éphémère. Dans l'océan Indien, en revanche, les entreprises coloniales aboutissent à la mainmise sur de nombreux comptoirs lucratifs, facteur décisif dans l'émergence du Siècle d'or néerlandais.

### Vers la paix

La Bataille des Downs, 21 octobre 1639, toile anonyme néerlandaise, XVIIe siècle.

En 1639, l'Espagne dépêche une escadre vers les Flandres, transportant 20 000 hommes afin d'appuyer une campagne à grande échelle contre les « rebelles » ; mais cette armada est détruite lors de la bataille des Downs par le contre-amiral Maarten Tromp, une victoire dont la portée dépasse la guerre de quatre-vingts ans elle-même, dans la mesure où les historiens considèrent généralement qu'elle marque la fin de la suprématie espagnole sur les mers.
L'alliance des Provinces-Unies avec la France, si elle a changé le rapport de forces, change aussi l'enjeu du conflit. S'il est vrai que la république ne pouvait plus espérer reconquérir les provinces de Flandre et du Brabant seule, une victoire combinée avec l'aide française implique évidemment un partage à terme des territoires entre les deux vainqueurs, avec une France menaçante aux frontières des Pays-Bas. En outre, cela implique que le blocus d'Anvers prendra fin, le port flamand redevenant un concurrent efficace d'Amsterdam. Au plan confessionnel, la tournure prise par la guerre de Trente Ans montre que les nations protestantes ne sont plus menacées en tant que telles. Ces considérations décident les belligérants à mettre un terme au conflit.

### Épilogue: les traités de Westphalie

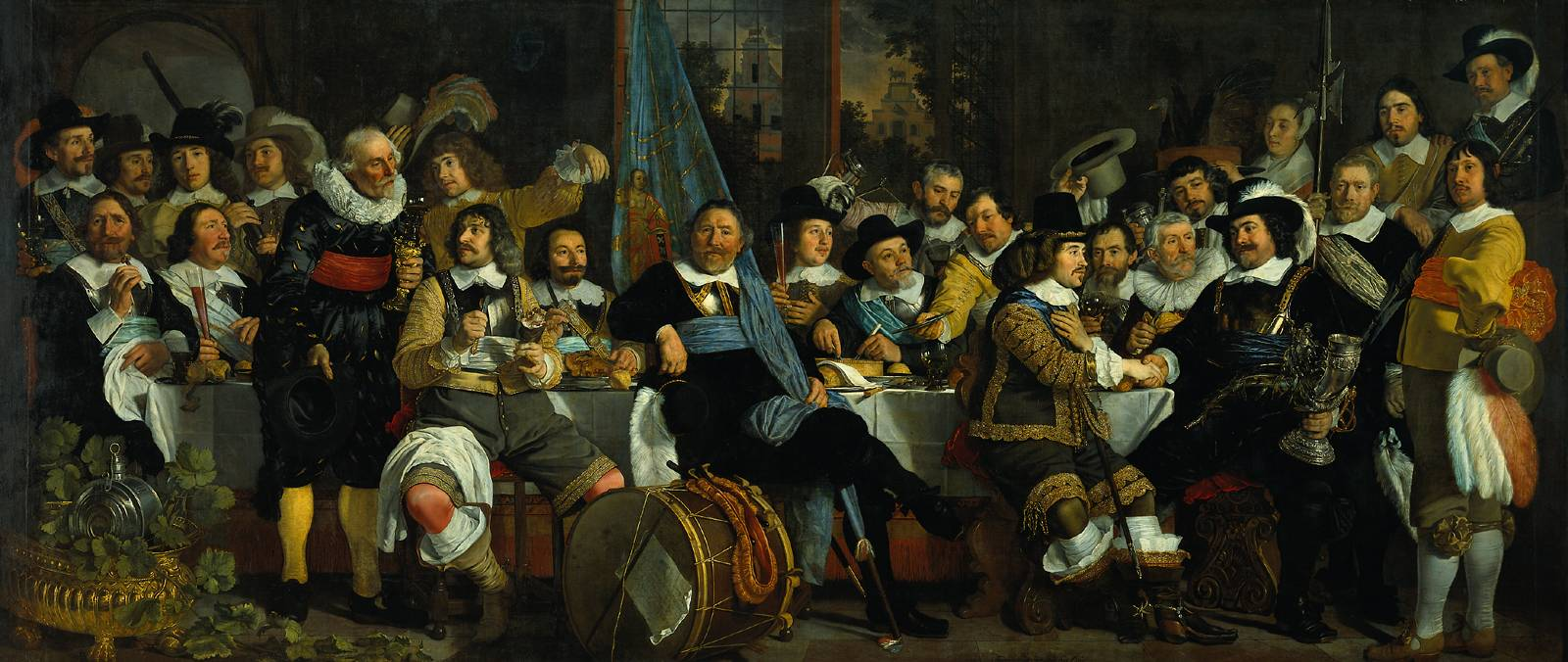
Les bourgeois d'Amsterdam fêtant la paix de Münster, tableau de Bartholomeus van der Helst (1648).

Le 30 janvier 1648, le conflit prend fin avec la signature du traité de Münster entre l'Espagne et les Provinces-Unies. À Münster, le 15 mai 1648, les représentants des belligérants échangent les exemplaires ratifiés du traité, qui n'est que l'un des multiples accords aboutissant à la paix de Westphalie, laquelle conclut la guerre de Trente Ans.
Le traité sanctionne le nouvel équilibre géopolitique des puissances en Europe. Concrètement, la république des Provinces-Unies, dont l'existence n'était alors que juridique, est reconnue comme un État indépendant et comprend les territoires conquis en 1648. Cette nouvelle république comporte sept provinces : la Hollande, la Zélande, Utrecht, la Gueldre, Overijssel, la Frise, et Groningue. Chaque province est administrée par un parlement, « les États », et par un chef militaire, le stathouder. Au plan constitutionnel, le stathouder est élu et est subordonné aux États généraux des Pays-Bas. Mais en pratique, c'est dans la maison d'Orange-Nassau (dynastie fondée par Guillaume le Taciturne), que se recrutent de facto les stathouders des provinces de Hollande et de Zélande ; les autres provinces se rangeaient fréquemment à ce choix elles aussi. Une lutte constante pour le pouvoir, dont les contours se dessinaient déjà pendant la trêve de Douze Ans, se poursuit désormais entre les orangistes, partisans d'une république militaire dirigée par un « stathouder général », et les républicains préférant le gouvernement du grand-pensionnaire.
Les provinces périphériques occupées à la fin des hostilités par les Républicains, à savoir des portions des Flandres, du Brabant et du Limbourg, seront gouvernées directement par la Fédération, c'est-à-dire les États généraux des Pays-Bas. Ces nouvelles provinces, les pays de la Généralité (Generaliteitslanden), comprenaient les États de Brabant (aujourd'hui Brabant-Septentrional), les États de Flandre (aujourd'hui Flandre zélandaise) et les États de Limbourg (aujourd'hui district de Maastricht).
Pour la jeune république, la paix devait n'être que de courte durée : seulement quatre ans après les Traités de Westphalie, en 1652, elle entre en guerre avec le Commonwealth de l'Angleterre (première guerre anglo-néerlandaise).

## Conséquences

### La révolution militaire

Le nouvel art de la fortification
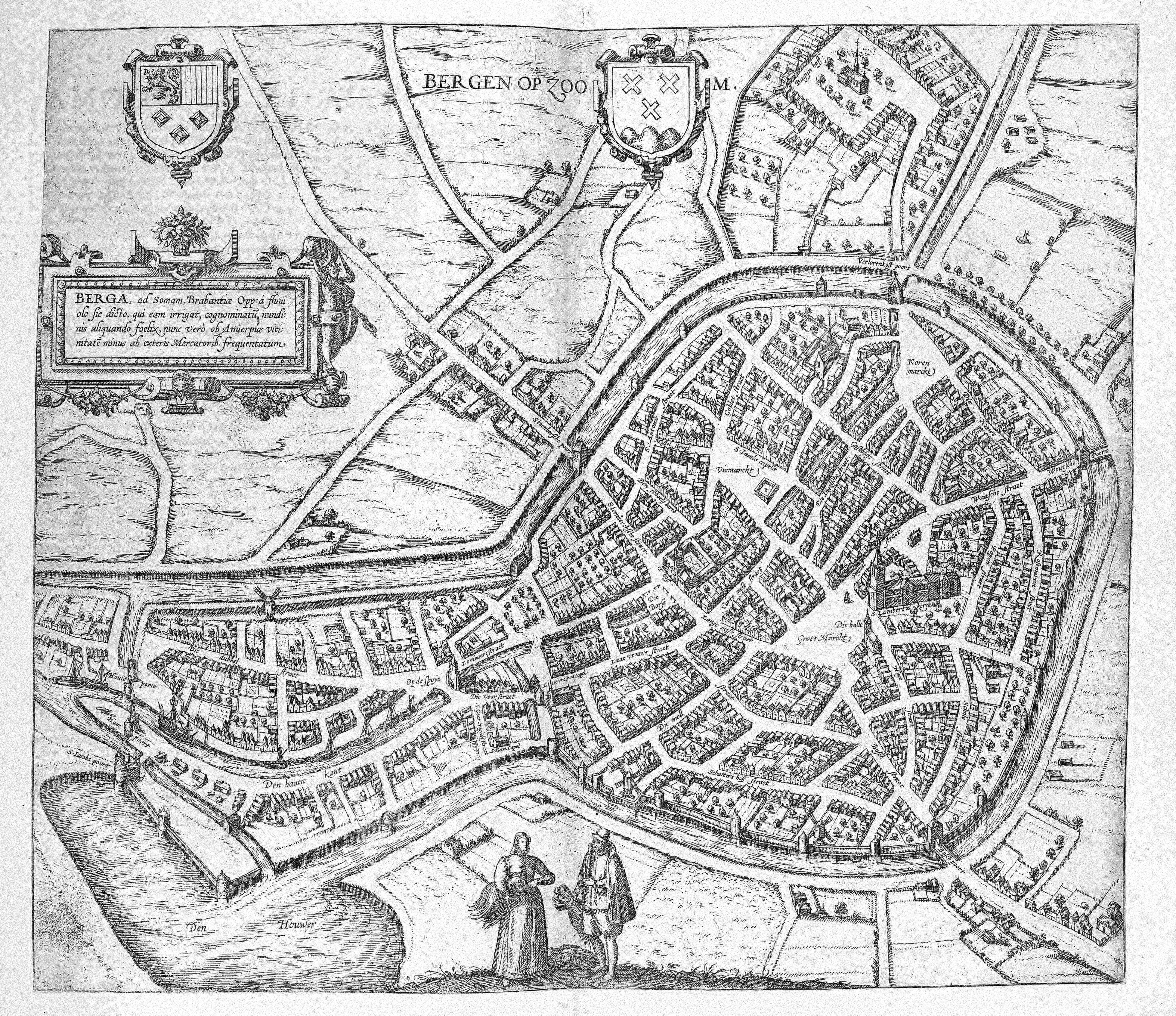
Fortifications de Bergen op Zoom en 1572.
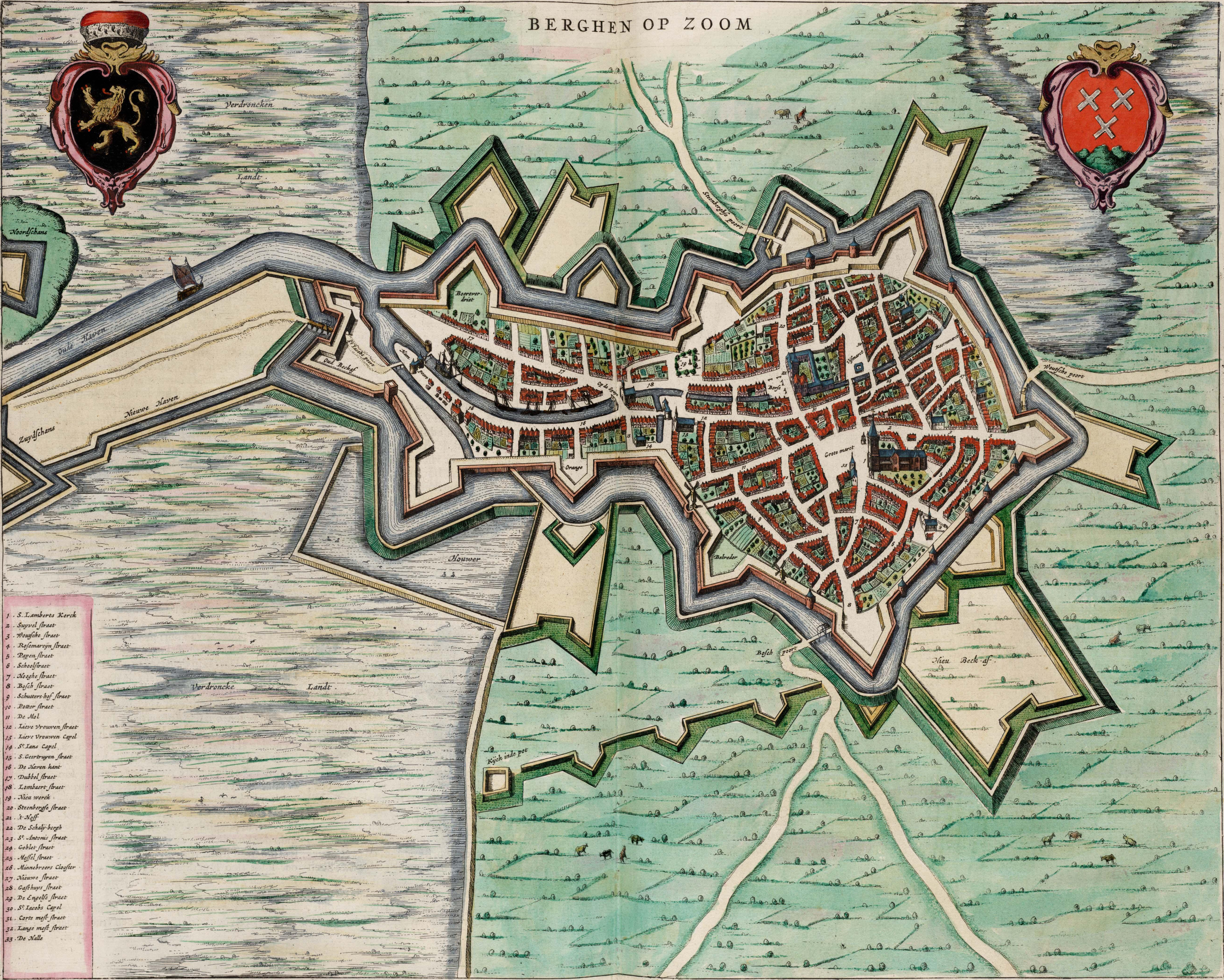
Fortifications de Bergen op Zoom en 1652.

La guerre de Quatre-Vingts Ans s'était ouverte sur des affrontements de bandes mercenaires, comme cela était courant au XVIe siècle. Pour les deux belligérants, si les résultats militaires étaient peu concluants, le coût était élevé. Dans la mesure où le conflit trouvait son origine, non dans des revendications territoriales, mais dans des aspirations populaires (la liberté confessionnelle et le montant des impôts), il impliqua très vite, non plus seulement des hommes de guerre, mais des civils à tous les échelons de la société. Telle est sans doute l'origine de la décision (a posteriori heureuse) des rebelles de ne défendre que leurs villes.
L'implication de civils de toute condition dans le conflit déboucha sur la formation, aux côtés de l'armée de mercenaires de Guillaume le Taciturne, d'une milice nationale plus ou moins informelle à ses débuts. Parmi ces civils se trouvaient les gueux, qui menèrent une guérilla sans merci contre les intérêts espagnols sur le territoire des provinces. Les gueux fournirent en particulier de nombreux contingents de marins au service des Provinces-Unies.
Il y eut peu de batailles rangées : le conflit fut pour l'essentiel une guerre de sièges, caractérisée par l'emploi de troupes peu nombreuses mais professionnelles, spécialisées et onéreuses. Les Hollandais avaient fortifié toutes leurs grandes villes et un certain nombre de villes de moyenne importance, selon les doctrines militaires du temps. Certains sièges furent interrompus brutalement, l'armée assiégeante étant menacée d'être attaquée sur ses arrières. Isolées par des marécages et les grands fleuves, les provinces septentrionales parvinrent à se défendre. En revanche, Anvers et Bruxelles durent se convertir et restèrent espagnoles.
Dans les dernières phases du conflit, Maurice de Nassau met sur pied une armée de métier, rémunérée même en temps de paix : les soldats sont entraînés à s'apporter un appui mutuel en toute circonstance, les officiers reçoivent un enseignement de haut niveau au sein de l'académie militaire de Leyde et les troupes sont capables d'exécuter des manœuvres complexes. Ces innovations constituent un moment important de la révolution militaire. Elles assurent en outre au stathouder la fidélité des troupes.
Une autre caractéristique du conflit est que fort peu de villes qui se sont rendues sans combattre sont pillées par la suite.

### Conséquences pour les Pays-Bas

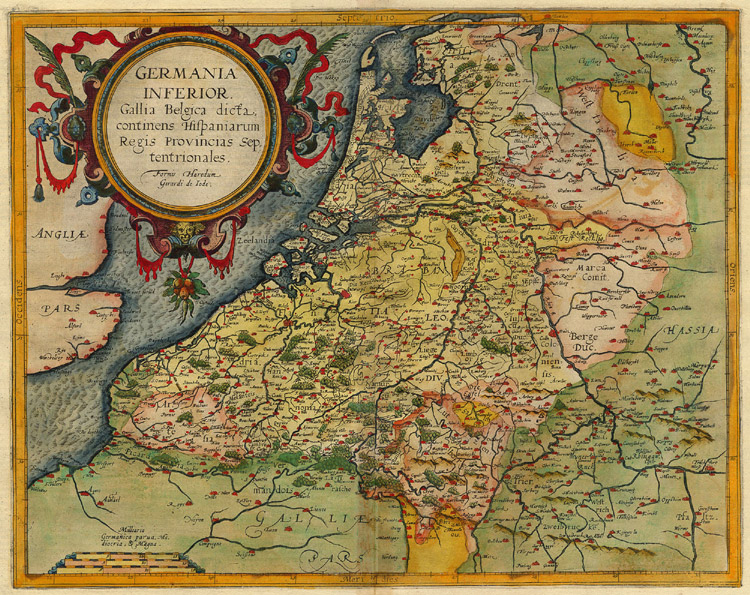
Carte des Provinces-Unies vers 1593. Gravure de Cornelis de Jode.

Par la Pragmatique Sanction, Charles Quint avait fait des Dix-Sept Provinces des Pays-Bas une entité territoriale entièrement distincte de la France, de la Bourgogne, ou du Saint-Empire romain. Les Pays-Bas étaient alors l'une des plus riches régions d'Europe, et un foyer majeur pour le commerce, la finance et les arts. La guerre de Quatre-vingts Ans coupa cette entité en deux régions : la république des Provinces-Unies qui se développa comme une puissance maritime (cf. Siècle d'or néerlandais), et les Pays-Bas espagnols (qui recouvraient à peu de chose près la Belgique actuelle) dont le destin fut pour deux siècles partagé entre la France et l'Espagne.
Politiquement, un État de type nouveau était apparu, gouverné au plan civil par un parlement fédéral (les États Généraux), mais où un reliquat de pouvoir aristocratique (le stathoudérat) était maintenu aux affaires militaires, et assumé par une dynastie (la Maison d'Orange-Nassau). Ce partage des pouvoirs était censé éviter les altercations entre bourgeois et nobles, comme cela eut lieu au cours de la première révolution anglaise, mais elles se développèrent malgré tout sur le long terme, menant finalement à la fin des Provinces-Unies et à la naissance de la République batave à la fin du XVIIIe siècle.

### Conséquences pour la couronne d'Espagne
La colonisation de vastes territoires aux Amériques avait fait de l'Espagne la première puissance européenne à la fin du XVIe siècle. Cette position l'entraîna dans des conflits d'influence incessants avec la France et l'Angleterre émergente. Les monarques d'Espagne, notamment Charles Quint et Philippe II, étaient profondément catholiques, et se concevaient comme les protecteurs de la vraie foi contre l'islam en mer Méditerranée et les hérésies protestantes en Europe du Nord.
Cela impliquait que le royaume était presque perpétuellement en guerre. De toutes les guerres qu'il eut à mener, cependant, la guerre de Quatre-Vingts Ans fut la plus longue, la plus éprouvante pour les finances de la couronne, enfin la plus douloureuse pour les Espagnols eux-mêmes, avec des soldats partis à jamais, des impôts toujours plus lourds et des victoires sans lendemain. La Couronne dut se déclarer à deux reprises en faillite.
La perte du Portugal en 1640 et la paix de Westphalie en 1648, sont les premiers signes du déclin de l'influence espagnole en Europe.

### Conséquences sur la conscience politique européenne
Le soulèvement des Pays-Bas contre leur souverain, dont la manifestation la plus symbolique fut le décret de déchéance (1581), témoigne que désormais un roi peut être déposé par ses sujets pour peu qu'il n'assume pas les devoirs dont Dieu l'a investi envers ses sujets. Cette vision politique fut alimentée par la foi calviniste, fondée sur les connaissances approfondies de l'Ancien Testament portant notamment sur le pouvoir limité des rois hébreux. Le précédent néerlandais bouleverse la notion de droit divin, et réhabilite le statut de république. La reconnaissance d'un État non monarchique en 1648 ayant fait l'unanimité en Europe, devait à terme miner l'autorité divine des rois. Ainsi peut-on voir dans l'épisode néerlandais un signe avant-coureur de la première révolution anglaise (1642-1651) et au-delà, de la Révolution française (1789-1799), à l'issue desquelles des rois sont déposés par leurs propres sujets.